# 富士山本宮浅間大社
富士山本宮浅間大社（ふじさんほんぐうせんげんたいしゃ）は、静岡県富士宮市にある神社。式内社（名神大社）、駿河国一宮。旧社格は官幣大社で、神社本庁の別表神社。社家は富士氏。浅間神社の総本社である。
本宮は「富士山-信仰の対象と芸術の源泉」の構成資産の一つとして「富士山本宮浅間大社」の名称で、また、富士山頂の奥宮および末社の久須志神社が「富士山域」の一部である「山頂の信仰遺跡群」の一部として世界文化遺産に登録されている。

## 概要

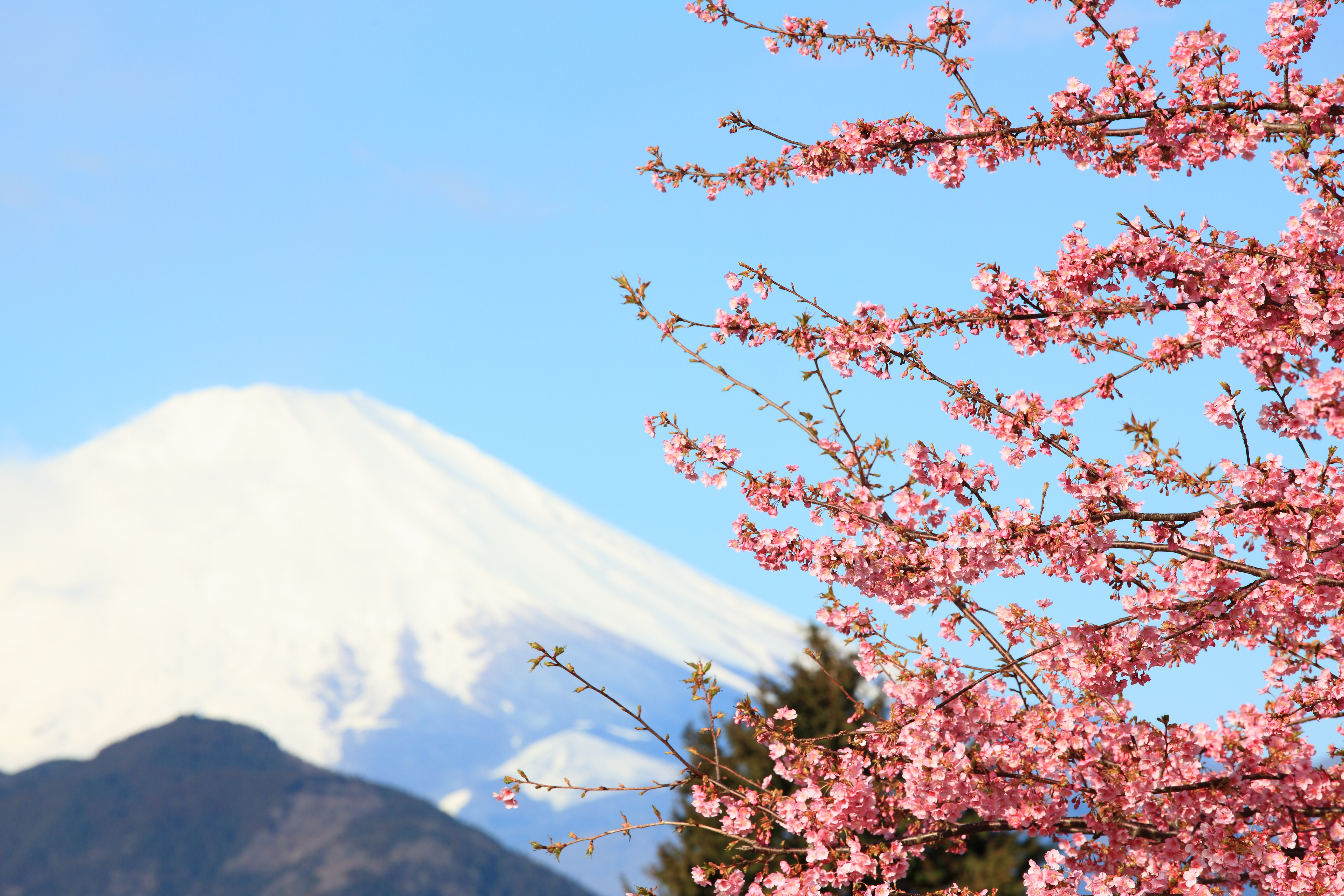
霊峰富士

富士山を神体山として祀る神社であり、境内は以下の2宮からなる。
- 本宮 - 富士山南麓（富士宮市街地）
- 奥宮 - 富士山頂上

浅間大社は全国の浅間神社の総本社であり、富士信仰の中心地として知られる。境内は広大で、本宮社地で約17,000m2になるほか、富士山の8合目以上の約385万m2も社地として所有している。本宮の本殿は徳川家康による造営で、「浅間造」という独特の神社建築様式であり、国の重要文化財に指定されている。また、本宮境内には富士山の湧水が湧き出す「湧玉池」があり、国の特別天然記念物に指定されている。
祭神を木花之佐久夜毘売命とし、祭神にまつわる桜を神木として境内には約500本もの桜樹が奉納されている。また、古来より富士氏が大宮司を務め、「日本三大宮司」の1つに数えられた。古くより朝廷・武家からの崇敬が深かったほか、社地は大宮・村山口登山道の起点に位置することもあり、古くから登山を行う修験者からの崇敬も受けていた。

## 社名について
古くは『延喜式神名帳』に「浅間神社」と記載され、明治時代には「富士山本宮浅間神社」が正式名であった。1982年（昭和57年）から現在の正式名「富士山本宮浅間大社」となり、「浅間大社」の略称が多くで用いられている。
「浅間」の語源については諸説あるが、長野県の浅間山のように火山を意味するとされる。「あさま」は古い呼称で、現在の「せんげん」は中世以降から用いられたと見られている。また、「本宮」は静岡浅間神社（新宮）に対する呼称である。
そのほか、古来は「富士ノ宮」「富士本宮」「富士浅間宮」なども社号として用いられていた。「ふじの宮」という呼称もあり、北条泰時が浅間社参拝の折に詠んだ和歌の詞書に記載がある（『新勅撰和歌集』所収）。またこの語は、浅間大社が鎮座する富士宮市の市名の由来となっている。
神仏習合時代は「富士権現」のほか、「大宮権現」・「富士浅間権現」などと称された。

## 祭神
主祭神
- 木花之佐久夜毘売命（このはなのさくやひめのみこと）
  - 別称を「浅間大神（あさまのおおかみ）」とする。
  - 神名は史書によっては「木花咲耶姫命」などとも記されるが、浅間大社側では『古事記』に載る表記を正式名に採用している。「木花」は桜のことといわれ、同書では美しい女性として表現されるほか、火中出産の説話が記されている。

配神
- 瓊々杵尊（ににぎのみこと） - 木花之佐久夜毘売命の夫神。
- 大山祇神（おおやまづみのかみ） - 木花之佐久夜毘売命の父神。

### 祭神について

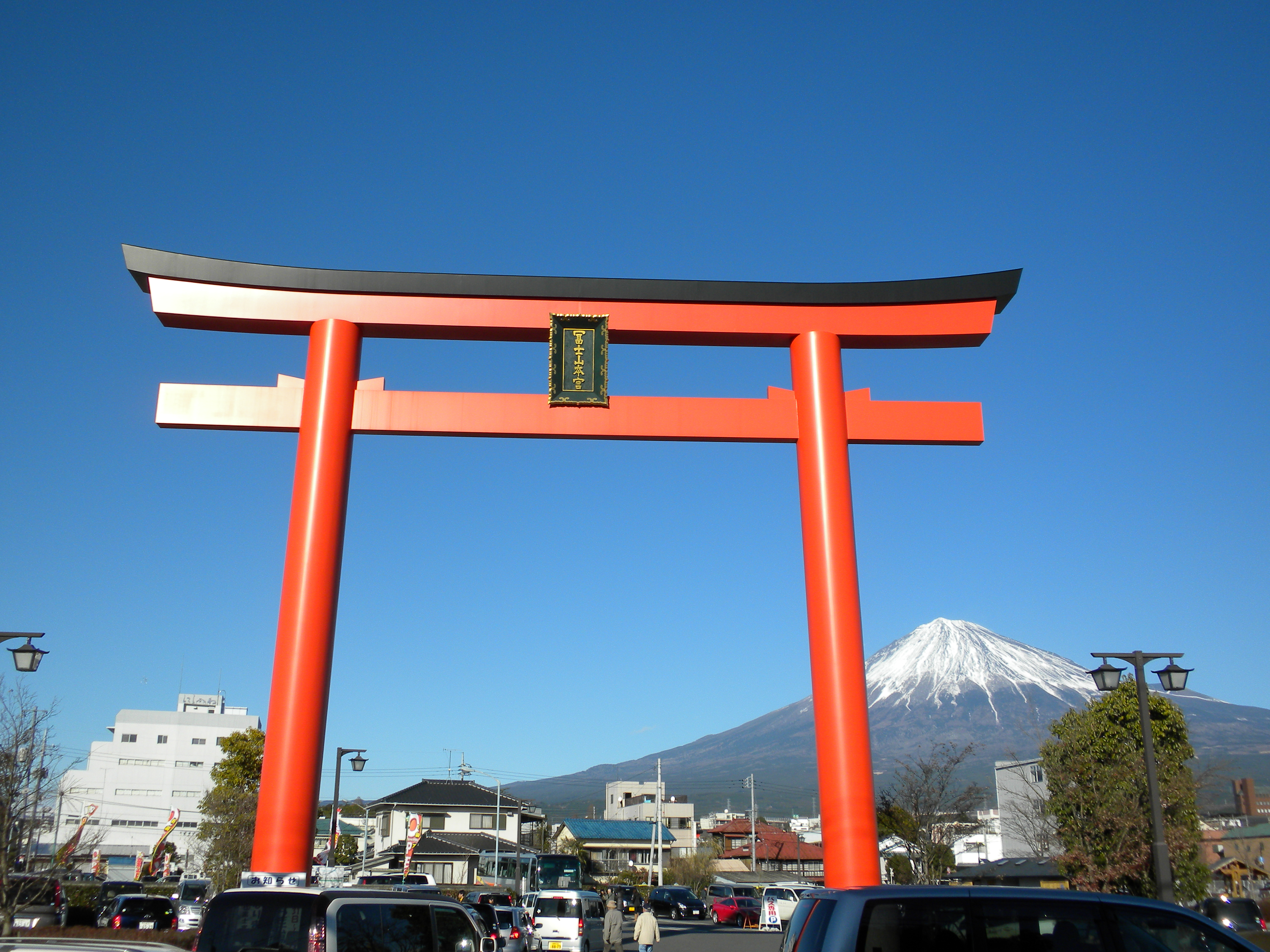
大鳥居と富士山

富士山には、その美しい山容から女神と見る信仰が古くからあり、平安時代には都良香の「富士山記」（『本朝文粋』所収）に「浅間大神」として、『竹取物語』には「かぐや姫」の名でその表現がある。しかしながら、これに『古事記』『日本書紀』に見えるコノハナノサクヤヒメが当てられたのは近世に入ってからと見られ、それまでは一般に「浅間神」の名で信仰されていた。
「浅間」の古称「あさま」は、阿蘇山・浅間山・朝日岳等に見られるように「火山」を表す呼称と見られている。都良香の記述も延暦21年（802年）の噴火を取り上げており、この頃に「浅間神」の呼称が生まれたと考えられている。中世以後の神仏習合時代には「富士大菩薩」「浅間大菩薩」、さらに降ると「富士権現」とも称された。
富士山の神霊をコノハナノサクヤヒメに当てる起源は明らかでないが、文献の初見は江戸時代初期の『集雲和尚遺稿』である。「コノハナ（木花）」は桜の古名といわれ、祭神は富士山の美貌の形容に由来するとされる。また、神話にある「コノハナノサクヤヒメの火中での出産」も、火にまつわる事象として意識されたと見られる。また、三島神（三嶋大社）の祭神を大山祇神と見て、富士と三島が父子とする伝説も江戸時代頃から散見されるようになる。
江戸時代の屋代弘賢による『古今要覧稿』には「二神を祭る」という表現もあるが、現在は上記のように「浅間大神は木花之佐久夜毘売命の別称」としており、習合した1柱の神格を主祭神としている。また配祀神については、『富士本宮浅間社記』では太元尊神と大山祇神としている。太元尊神は国常立尊とされるが、明治初年以降から現在に至るまでは、太元尊神に代えて瓊々杵尊を配祀神の1柱としている。

## 歴史

### 創建伝承

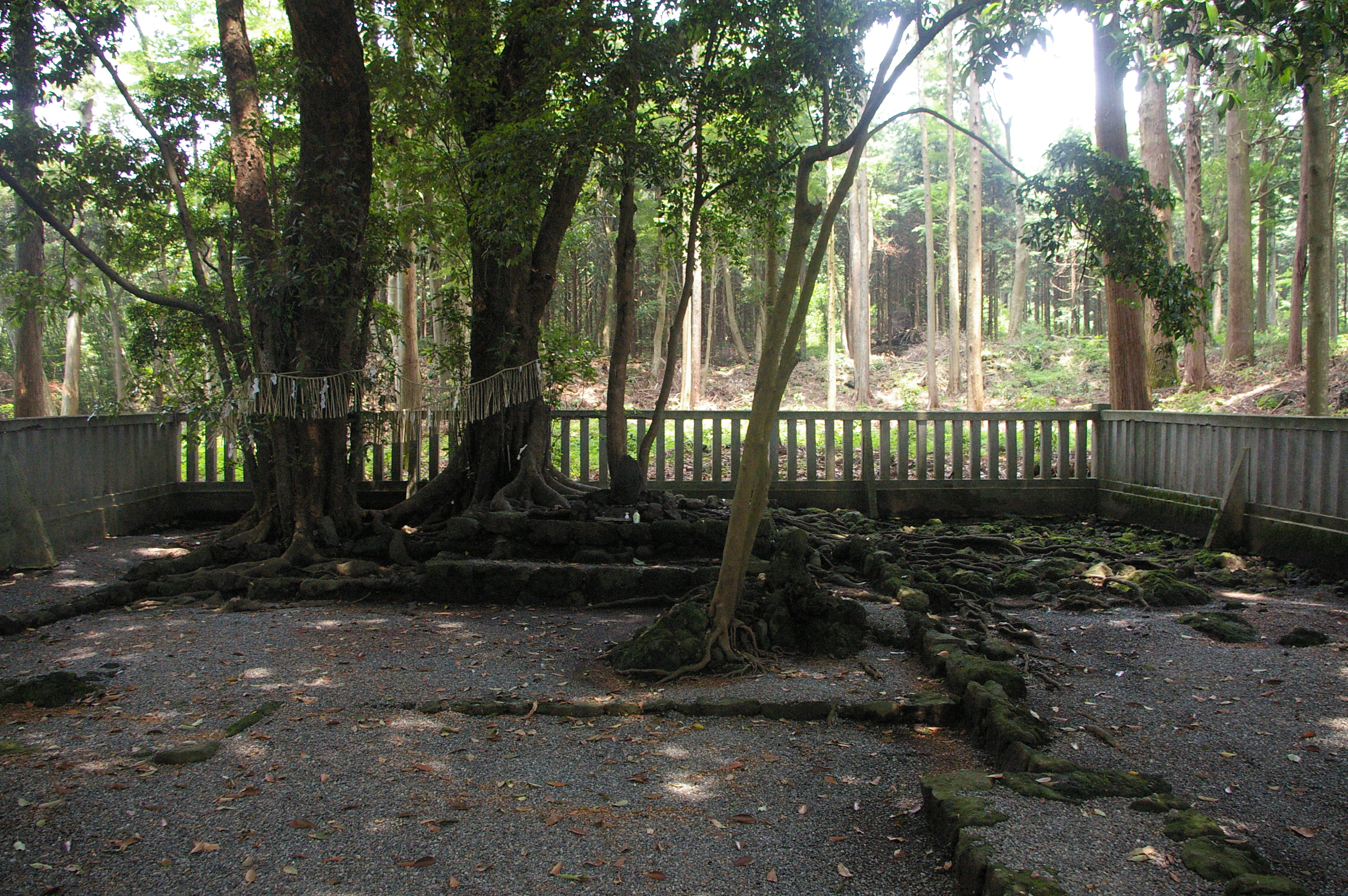
山宮浅間神社浅間大社の元宮。

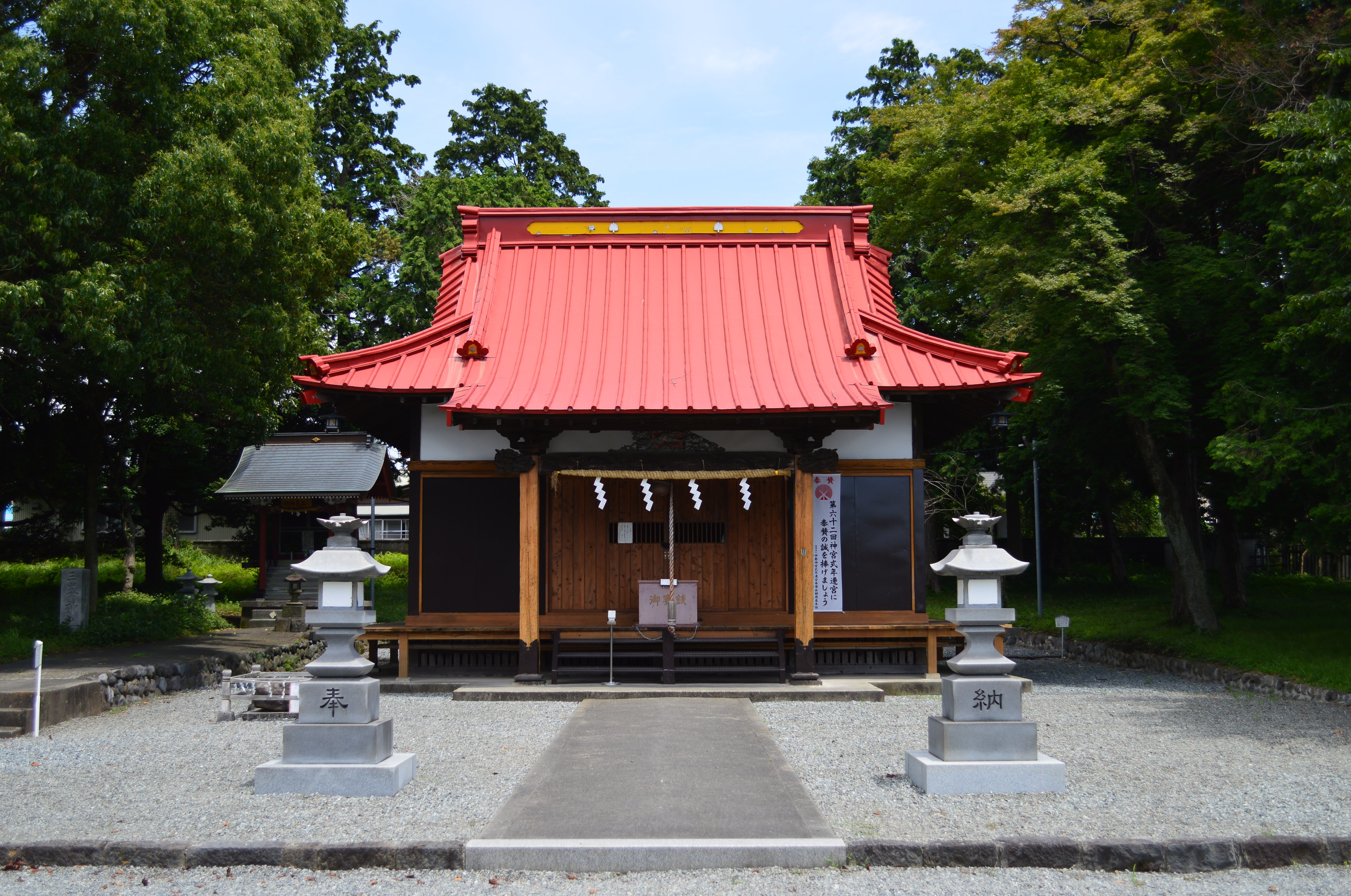
富知神社浅間大社遷座以前より祀られていた地主神。

浅間大社の由緒は、寛政年間（1789年-1801年）に大宮司の富士民済により記された社伝『富士本宮浅間社記』に記載されている。同記によると、垂仁天皇3年に富士山麓の山足の地にて祀られていたという。そして景行天皇の時代、日本武尊は駿河国で賊徒の計にかかり野火の難に遭った際に浅間大神に祈念して難を逃れたので、賊徒を平定した後に山宮（現 山宮浅間神社）に磐境を設け浅間大神を祀った。のち大同元年（806年）、平城天皇の命により坂上田村麻呂が現在の大宮の地に社殿を造営したと伝える。なお同記によると、元々は大宮の地は「福地神」の社地であったが、山宮より浅間神が移るにあたってこちらも遷座したという（現 富知神社とされる）。
以上の社伝の一方、正史での富士山噴火の初見は『続日本紀』天応元年（781年）7月条であり、それ以前は穏やかな山としての表現のみで噴火は起こっていなかったと見られている。「浅間神」の神格も火の神としてのものであり、仁寿3年（853年）の従三位の神階奉授（神名の文献上初見）以降、富士山の噴火と連動して鎮火のための神階昇叙も確認される。これらより、富士山鎮火のため国家として浅間神を祀る必然性があり、実際の創祀は噴火が起こってから遷座するまで、すなわち「天応元年（781年）から大同元年（806年）の間」と考えられている。
また、元々大宮に鎮座したという富知神社は現在本宮境内の北方に鎮座しており、大宮の地主神として古くから浅間大社の祭祀に深く関わっている。「富知」の神名は「富士」の山名と深い関係が考えられることに加えて、湧玉池を祭祀場として富士山を水神の神格で祀っていたと見られている。このことから浅間神の遷座は、富士信仰が水の神たる「フクチ・フジ」信仰から火の神たる「アサマ」信仰へ転換したことを表す象徴的な出来事だと解されている。

### 概史

#### 平安時代
六国史においては、仁寿3年（853年）に名神・従三位に叙せられた。なお、これは「浅間神」の初見でもあるが、初めから従三位という高位を授かるとは考えがたく、神名の成立はさらにさかのぼると見られる。貞観元年（859年）には正三位に叙せられた。
また、貞観6年（864年）から貞観8年（866年）に多くの被害を出した富士山の貞観大噴火に対して、朝廷では占いにより噴火を浅間社の祭祀怠慢によるものとした。その結果甲斐国でも浅間神を祭祀することとなり、結果的に浅間信仰は甲斐側にも広がることとなった。

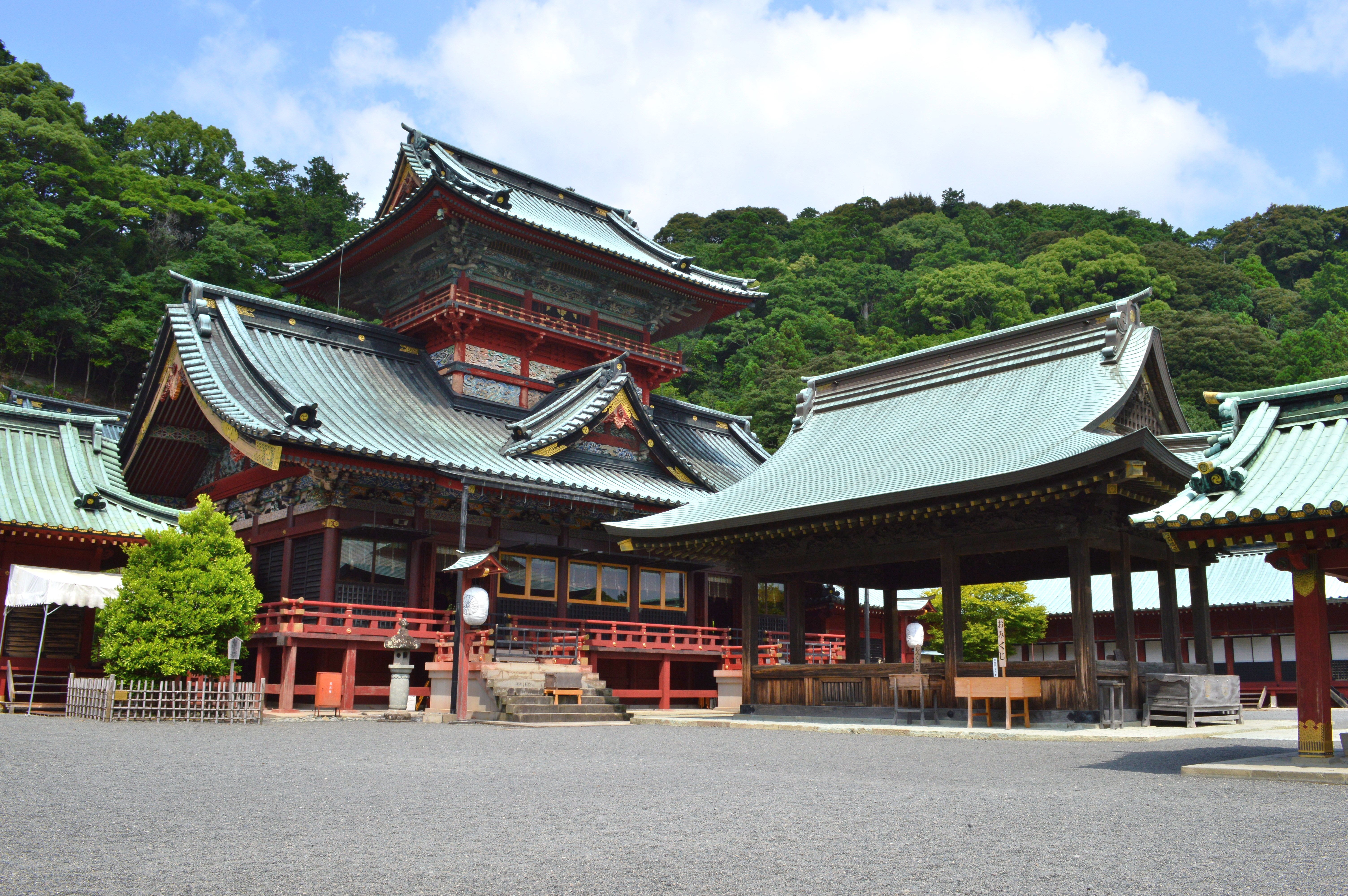
静岡浅間神社浅間大社から駿河国府に勧請された「新宮」。

以降朝廷の崇敬を受け、『延喜式神名帳』では「駿河国富士郡 浅間神社 名神大」と記載されて名神大社に列した。また駿河国一宮としても崇敬された。駿河国府の近くには、浅間大社から勧請を受けて浅間神社（現 静岡浅間神社の一社）も創建された。「本宮」の浅間大社に対し、そちらは「新宮」と呼ばれる。なお、甲斐国の浅間神社も同国では唯一の名神大社に列し、浅間神に対する崇敬の深さがうかがわれる。

#### 鎌倉時代から戦国時代

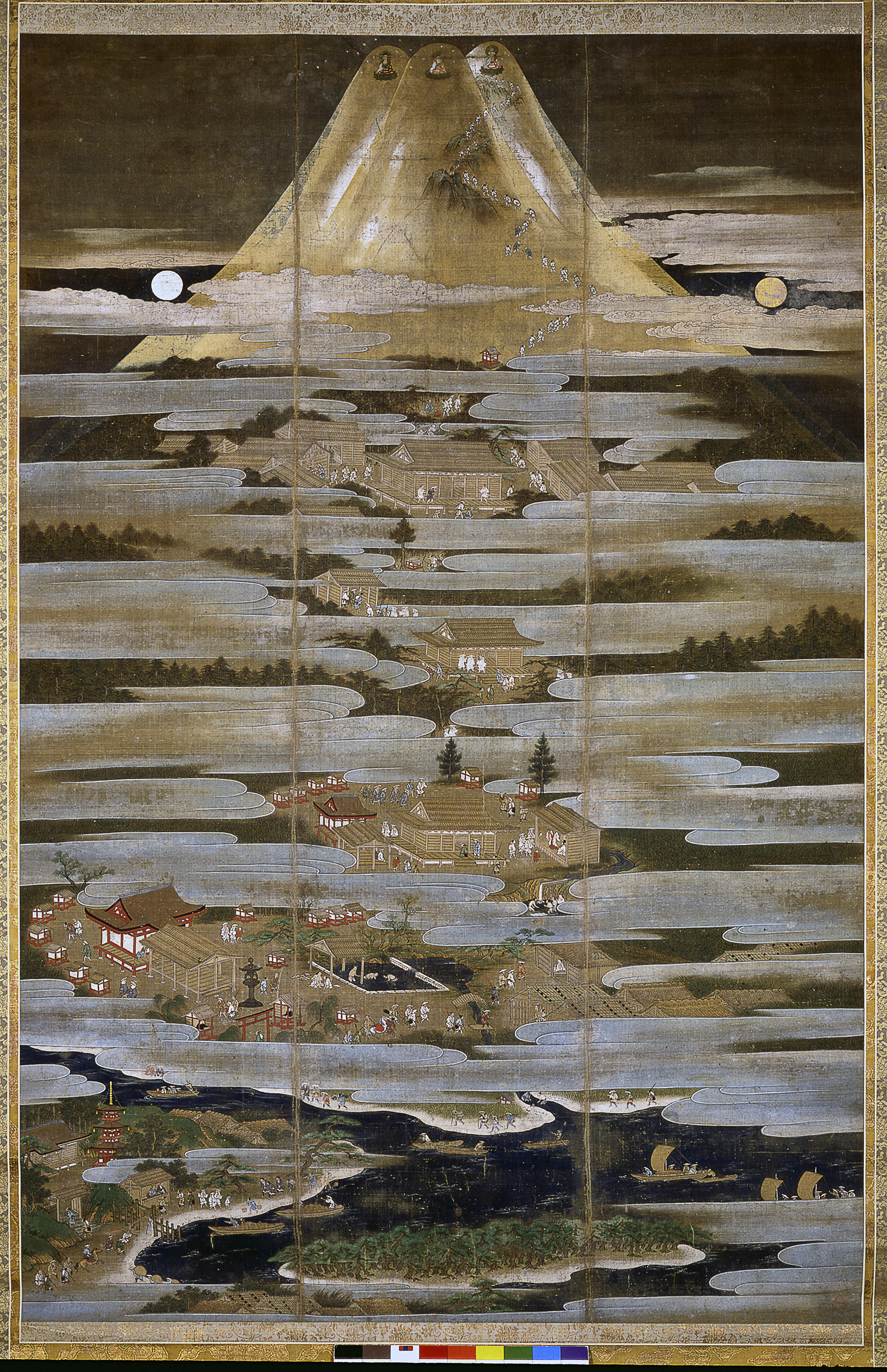
「絹本著色富士曼荼羅図」
（室町時代、国の重要文化財）最上部に富士山、左下部に浅間神社境内。

以降、公家や武家からの崇敬を受け、後醍醐天皇の土地の寄進のほか、武家からは社領の寄進や修復が重ねて行われた。鎌倉時代には源頼朝の社領の寄進や北条義時の社殿の造営といった当時の実力者からの崇敬を受けた。社伝（『富士本宮浅間社記』）によると、源頼朝が富士の巻狩を行った際、流鏑馬を奉納したことが浅間大社の流鏑馬の起源とされる。南北朝時代には足利尊氏や足利直義による社領の寄進、今川範氏や今川泰範らの土地の安堵や諸役の免除などが行われた。武田信玄は願状を捧げ、その後武田勝頼は天正4年から造営を進め天正6年（1578年）に遷宮を行った。豊臣秀吉も社領寄進の朱印状を発布している。

#### 江戸時代
江戸時代に入ると、徳川家康は867石の朱印地を安堵したほか、関ヶ原の戦いの戦勝を記念して現在の社殿を造営した。慶長14年（1609年）には、富士山頂における散銭取得の優先権を得た。その後の歴代将軍も祈祷料・修理料の寄進を行っており、4代将軍徳川家綱は金1千両を寄進、5代将軍徳川綱吉は銀50枚・金2千両、後にも金700両を寄進、10代将軍徳川家治は銀300枚を寄進した。その後も徳川家の歴代将軍による崇敬が絶たれることは無かった。また幕府により祈祷が命じられることがあり、宝永4年（1707年）には富士山焼祈祷により銀100枚を拝領し、祈祷は富士氏（富士大宮司・公文・案主）と別当が行っている。安永8年（1779年）には三奉行による裁許により富士山の8合目以上が浅間大社へ寄進された（「富士山を巡る利権争い」を参照）。
『富嶽之記』（1733年）では、浅間大社の様子を「是冨士山根本の浅間也、木花開耶姫を祭る、神主大宮司といふ、社僧二十院あり、境内桜多シ、神の愛木也、社ノ東に垢離場有り」と記している。

#### 明治時代以降
| 年代                  | 内容                       | 注記         |
| --------------------- | -------------------------- | ------------ |
| 1896年（明治29年）3月 | 大正天皇が参拝             |              |
| 1896年（明治29年）4月 | 小松宮彰仁親王が参拝       |              |
| 1923年（大正12年）7月 | 昭和天皇が奥宮を参拝       | 富士登山の折 |
| 1923年（大正12年）8月 | 秩父宮雍仁親王が奥宮を参拝 | 富士登山の折 |

- 1870年（明治3年） - のちに扶桑教を起こす宍野半が官選初代宮司となる（北口本宮冨士浅間神社の社司も兼務）。
- 1871年（明治4年）5月14日 - 近代社格制度のもと「浅間神社」として国幣中社に加列。
- 1896年（明治29年）7月8日 - 官幣大社に昇格。
- 1907年（明治40年）5月27日 - 古社寺保存法により特別保護建造物に指定。
- 1934年（昭和9年）6月15日 - 富士宮駅前に大鳥居を造営。
- 第二次世界大戦後は神社本庁の別表神社に加列。
- 1981年（昭和56年）3月27日 - 岳南地域都市計画の名目で富士宮駅前の浅間大社の大鳥居を撤去。[27]
- 1982年（昭和57年）3月11日 - 全国の浅間神社の総本宮にふさわしい名称とするため、それまでの「富士山本宮浅間神社」から現行の「富士山本宮浅間大社」に改名。
- 2006年（平成18年）10月29日 - 御鎮座1200年祭を催行。開催にあわせ大鳥居を再建[注釈 6]。
- 2013年（平成25年）6月22日 - 「富士山-信仰の対象と芸術の源泉」の構成資産の一部として世界文化遺産（日本の文化遺産としては13箇所目）に登録。
- 2020年東京オリンピックの聖火リレーでセレブレーション会場となり、聖火ランナーは公募により1万人程度が選ばれた。聖火リレーについて組織委員会は、スポンサー企業4社と各都道府県実行委員会が行ったランナー公募に延べ53万5717件の応募があったと発表した[28]。

### 神階
- 六国史における神階奉授の記録
  - 仁寿3年（853年）7月5日、名神に列する （『日本文徳天皇実録』） - 表記は「浅間神」。文献上初見。
  - 仁寿3年（853年）7月13日、従三位 （『日本文徳天皇実録』） - 表記は「浅間大神」。
  - 天安3年（859年）1月27日、正三位 （『日本三代実録』） - 表記は「浅間神」。
- 六国史以後
  - 正一位 （『駿河国神名帳』） - 表記は「浅間大明神」。

### 神職
寛政の社領目録を基とした神職一覧。
| 神職              | 氏族   | 内容 |
| ----------------- | ------ | --- |
| 大宮司            | 富士氏 | 詳細は「富士氏」を参照。 |
| 公文              | 富士氏 | 同上。 |
| 案主              | 富士氏 | 同上。 |
| 正鎰取            | 鎖是氏 | 鎰取は総社家（大宮司・公文・案主以外の社人を指す）中の首位。鎖是氏は道者坊を主とし、「富士参詣道者勧請銭」を所務した。鎖是氏の初見は「武田家朱印状」。 |
| 権鎰取            | 鎖是氏 | |
| 後権鎰取          | 鎖是氏 | |
| 山宮太夫          | 山田氏 | 山宮浅間神社関係の祭事等を執行。 |
| 一宮仕 （一和尚） | 宮崎氏 | 清長坊を抱える。清長の初見は今川義元判物。伝承では元は井出氏であったといい、井出長閑が富士の巻狩の後定着し、宮崎を名乗ったという。宮仕の宮崎氏は神社からみて西隣に屋敷を有した。戦国期は不入権を保持していた。 |
| 二宮仕 （二和尚） | 須藤氏 | |
| 三宮仕 （三和尚） |        | |
| 四宮仕 （四和尚） | 宮崎氏 | 春長坊を抱える。「春長」の初見は今川義元判物。五穀豊穣を祈る重要神事である風祭神事等を勤めた神職で、現在は富士山頂の山小屋の経営や米之宮浅間神社の神職を勤める。戦国期には風祭神事に関する勧進権を保持し、それは不入の地にまで及んでいた。一和尚とは相補的関係にある。また一和尚と四和尚は、参拝者による社中の参銭を管理する立場にあった。戦乱のさなかで富士大宮司（富士氏）が不在の際も浅間社を支え、今川氏より賞賛されている。 |
| 所司太夫          | 宮崎氏 | |
| 三之宮禰宜        |        | |
| 七之宮禰宜        | 鈴木氏 | |
| 福地太夫          | 山田氏 | 富知神社の神主。山宮御神幸といった祭事を還幸する役割も担った。 |
| 大禰宜            |        | 射手を務め、また入相及び後夜の鐘を鳴らす役を担った。 |
| 幸太夫            | 前島氏 | 若宮浅間神社の禰宜を兼任。 |
| 木之行事          | 前島氏 | |
| 祝                | 鈴木氏 | |
| 甘葛太夫          | 深沢氏 | 流鏑馬における神饌等を務めた。富士宮市大鹿窪の福石神社・須賀神社の禰宜を兼任。 |
| 上野山王禰宜      |        | 末社である山王神社（現在の日吉神社）の禰宜。 |
| 行事太夫          |        | 太鼓打を勤める。 |
| 二之酌            | 中村氏 | |
| 小見職            | 小見氏 | |
| 大工              |        | |
| 鍛冶              |        | |
| 御子頭            |        | |
| 山作              | 鹿園氏 | |
| 米之宮禰宜        | 錦織氏 | |
| 加島山王禰宜      |        | |

## 境内

### 本宮

#### 社殿

本殿（国の重要文化財）徳川家康の造営で「浅間造」と称される。

社殿は慶長9年（1604年）に徳川家康の造営によるものである。宝永地震（宝永4年（1707年））や安政東海地震（嘉永7年11月4日（1854年））などで崩壊した建物もあり、現在は本殿・拝殿・楼門が現存している。安政東海地震にあたっては『大地震に而御宮大破損記』が記され、その被害の様子を伝えている。室町時代にも造営が試みられており、富士上方や富士下方の諸役等が造営の費用として賄われるなどしているが、戦乱の世の中で造営は円滑に進むものでは無かったようである。乱などにより度々破損することもあり、例えば河東の乱の際破損した社殿の造営なども行われている。またこのとき、社人の「清長」（一和尚職）「春長」（四和尚職）が造営関係の処務を先導していた。
本殿は国の重要文化財であり、桁行5間・梁間4間・寄棟造の社殿の上に三間社流造の社殿が乗り、二重の楼閣造となる珍しい形式である。屋根は檜皮葺であり、この本殿の特徴的な形態は「浅間造」と称される。

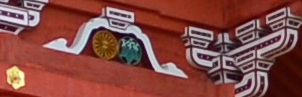
菊花紋と五三桐紋そのほか、蟇股には「菊花紋」と「葵紋」の組み合わせなどが附されている。

各所に葵紋と富士氏の家紋である「棕櫚の紋」が附され、蟇股には菊花紋や葵紋や五三桐紋が並んで附されている。『富嶽之記』という江戸時代の記録に「彩色彫物等美盡し、菊葵の紋あり」とあり、実際に現在も菊花紋と葵紋が並ぶ装飾が現存している。また富士山を御神体としていることなどから、富士山を装飾したものもある。拝殿は妻入りで正面が入母屋造、背面が切妻造となっており、本殿と同じく檜皮葺である。内外面ともに丹塗となっている。
これらの造営は関ヶ原の戦いの戦勝祈願が成就したことによる家康の意向からなると考えられており、安永8年の史料にもその旨の記載がある。またこの造営における正遷宮の儀式は盛大なものであったと伝えられ、社人だけでも182人にも上ったという。
また古くは社僧や垢離場などが存在し、神仏習合の形態があった。現在は見られないが「三重塔」といった仏教的建造物も境内に位置しており、寛文10年（1670年）の社殿配置図に見える。

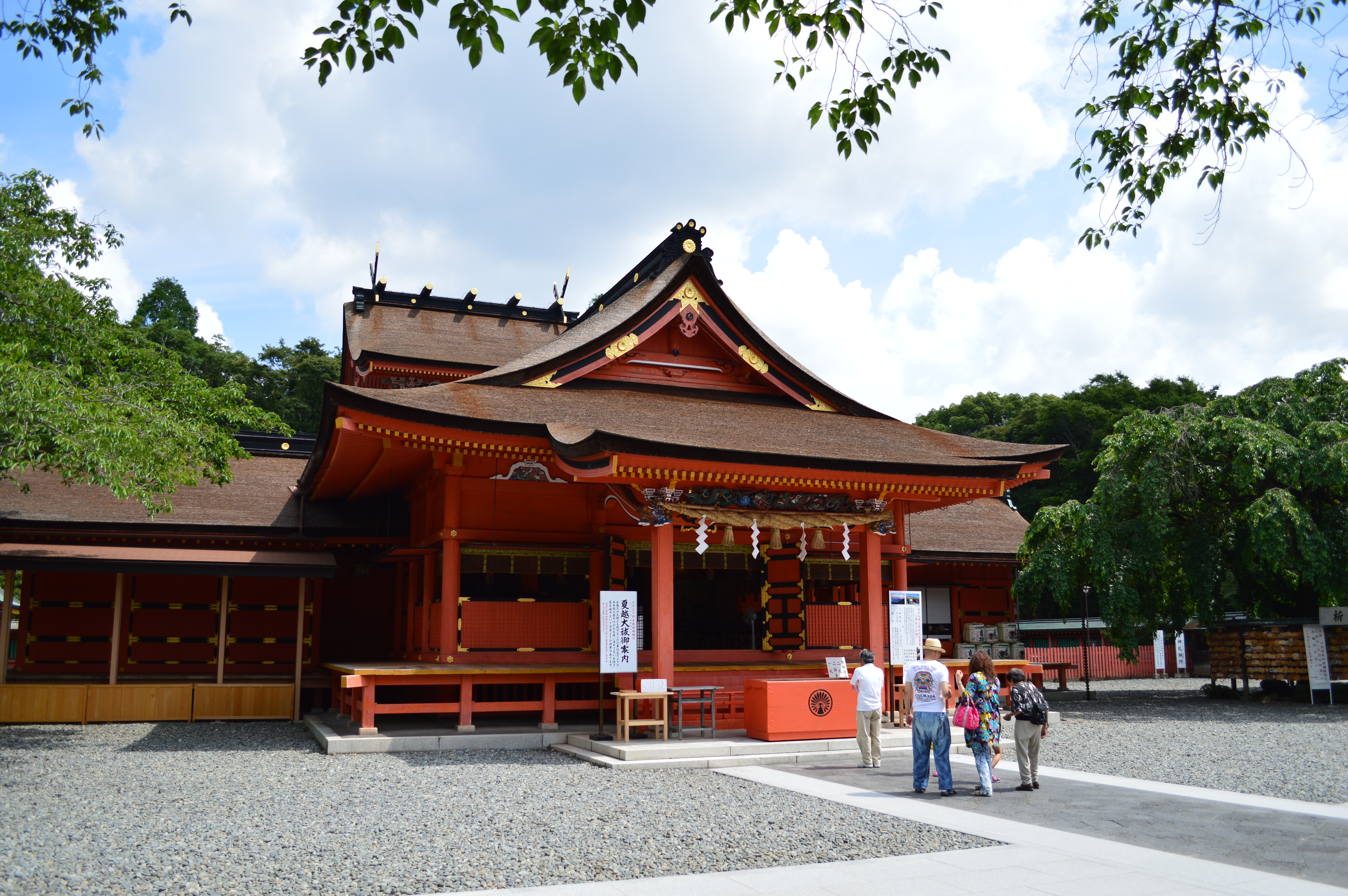
拝殿（静岡県指定文化財）
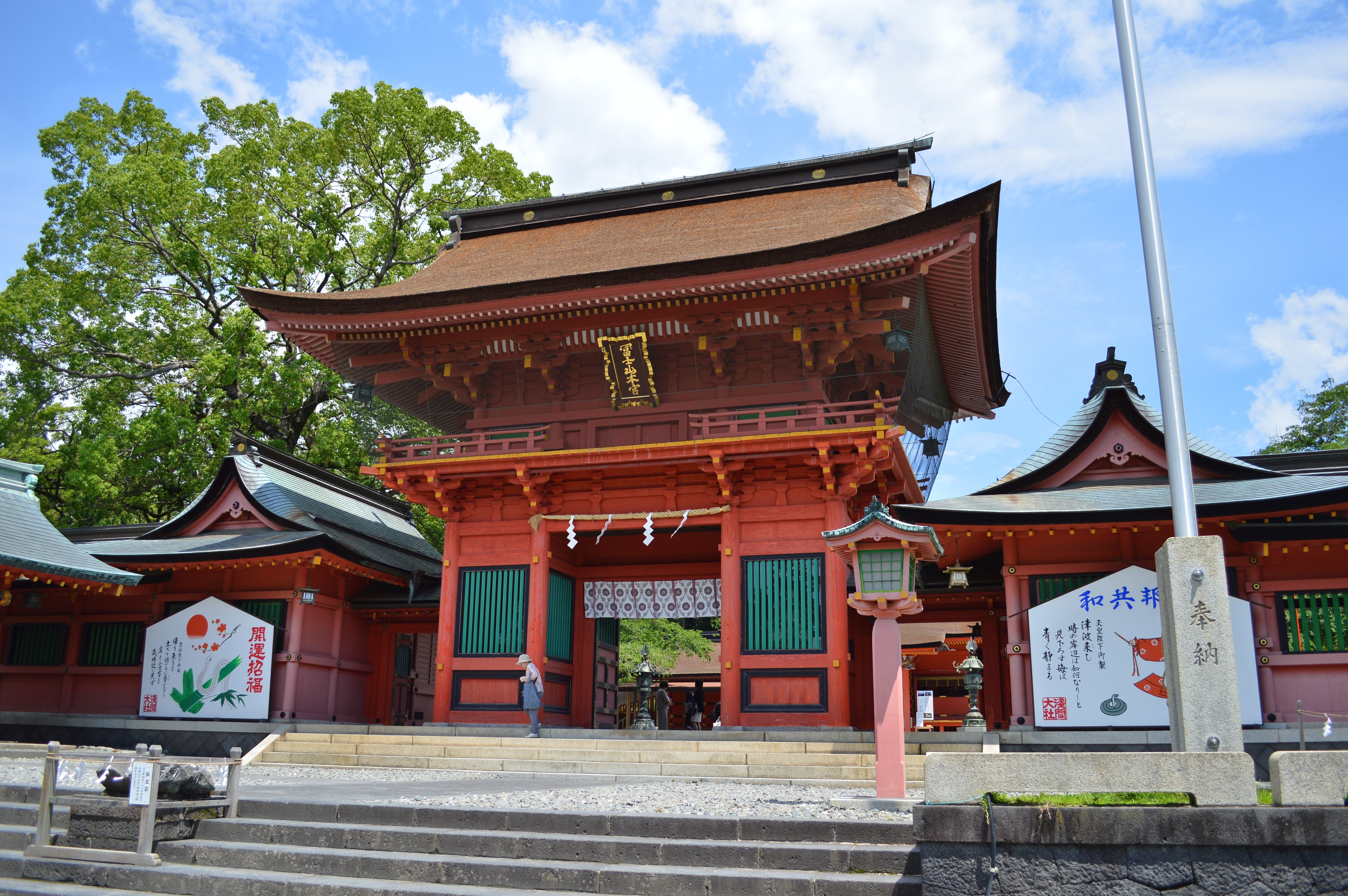
楼門（静岡県指定文化財）

#### 社叢

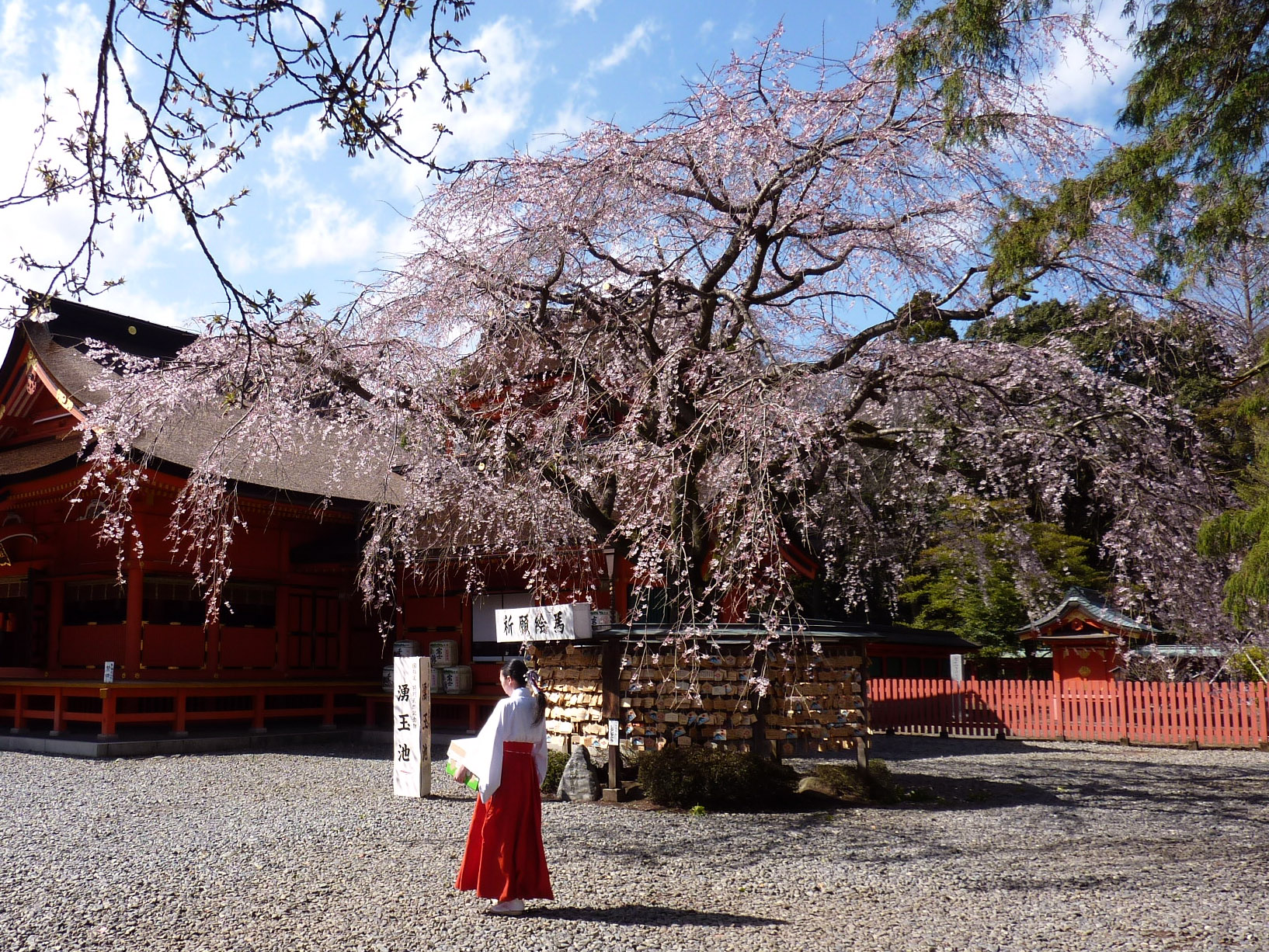
信玄桜（武田信玄公手植え枝垂桜2世）

社叢は本殿の裏手に広がり、「神立山」と称される。『続後撰和歌集』における隆弁の歌の詞書に「四月廿日あまりの比、駿河の富士の社にこもりて侍りけるに、櫻花のさかりに見えければよみ侍りける」とあり、桜の木が古来より多く立っていた様子がわかる。祭神のコノハナノサクヤヒメの神格から桜との関係は深く、境内には多くの桜の木が植えられている。拝殿の前には武田信玄の手植えと伝わる七本の桜が存在していたという。現在、それらの二代目とされる「信玄桜」が境内に伝わる。
また『富士本宮雑記』には、武田勝頼により社中に多くの木々が植えられたことが記されている。古来は「萬年杉」なるものが存在していたと言われ、『甲陽軍鑑』に見える「卯の年月より駿河の大宮大杉より煙立てて見ゆる」の「大杉」と同一であるとされる。また羽倉簡堂が記した天保9年（1838年）成立の「東游日歴」では社殿北に周囲17mを有する老杉があるとし、「甲陽軍鑑富士老杉生煙是也」と述べ、この杉が甲陽軍鑑に記される煙を吐く老杉であるとしている。『駿河国新風土記』にはこの萬年杉が後に枯死したことが記されている。

#### 護摩堂
境内にはかつて護摩堂が存在していた。この護摩堂は河東の乱により社殿と同様被害を受け、今川氏は勧請による再建立を命じていた。しかし本宮の別当である「宝幢院」はこれを自力で建立し、今川氏は「神妙である」として修造分を宝幢院に新寄進している。
近年は発掘調査などが進み、2008年（平成20年）の発掘調査により、社殿配置図（1670年の作成とされる）にある護摩堂の建物跡が、湧玉池北側で確認された。神仏習合の1つの資料となるとされ、位置関係としては富士山の登山者が護摩堂を見降ろせられる位置にあったとの調査結果が出ている。他に青磁碗・白磁壺・青白磁関連のものが出土し、護摩堂跡の道にあたる石畳、中世の集石遺構が確認された。

#### その他
楼門前には、東西へ伸びる「桜の馬場」があり、神事流鏑馬式などに用いられる。また眼鏡池とも称される鏡池がある。
東側には湧玉池があり、境内に湧出する富士山からの湧水によってできている。何層にも重なった溶岩の間から湧出しており、特別天然記念物に指定されている。水源の岩上には朱塗りの水屋神社が鎮座している。
浅間大社は大宮・村山口登山道の起点に位置するため、富士参詣を対象とした道者坊が存在し、社人たちが富士登山の道者に宿舎を提供した。これを「大宮道者坊」という。『大宮道者坊記聞』には「大宮道者坊ノ事、古へ享禄・天文年間ハ、凡三十ヶ余坊有之由伝フ」とあり、室町時代後期に道者坊が30余り存在していたことが知られる。

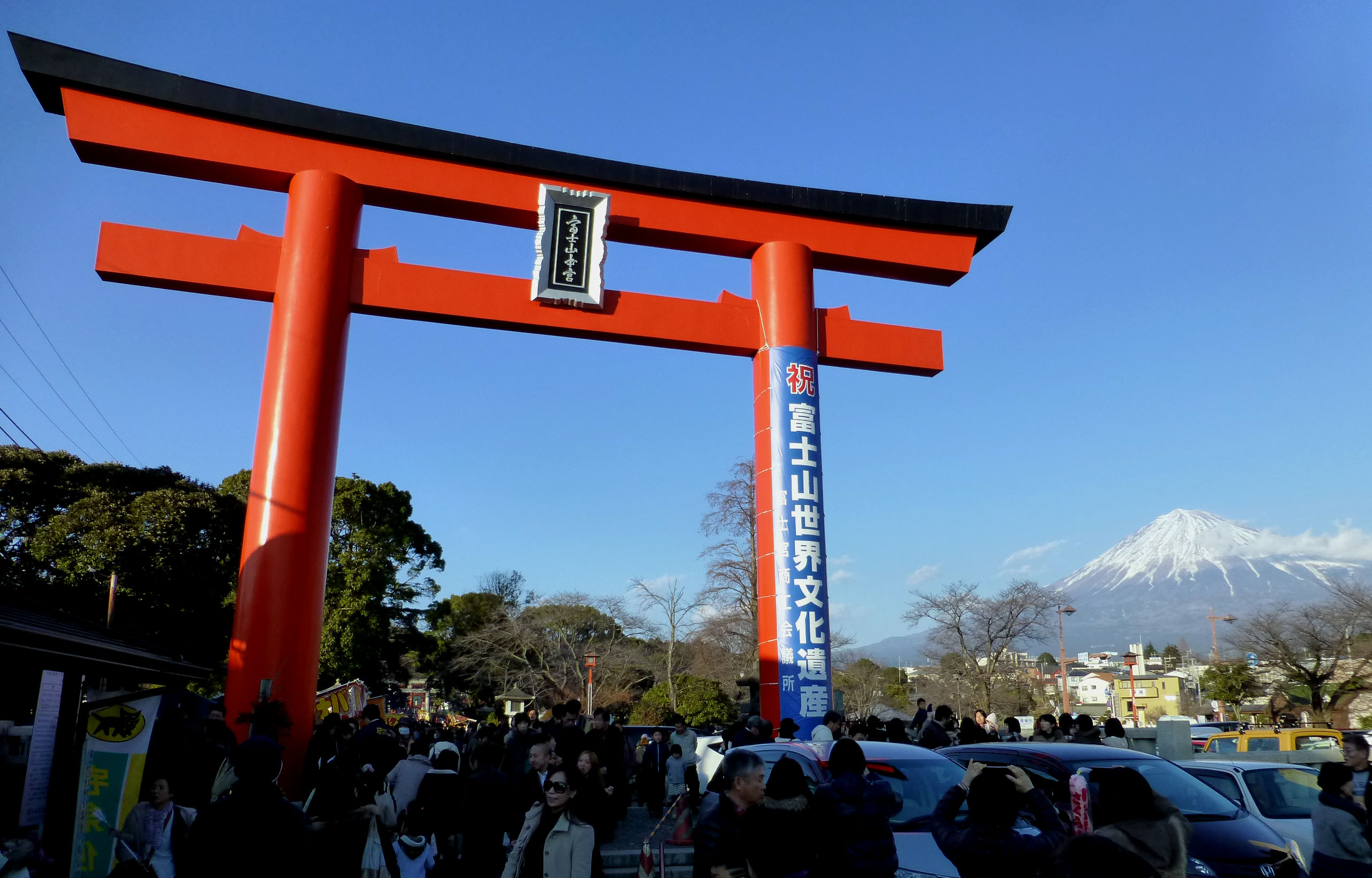
第二大鳥居と富士山
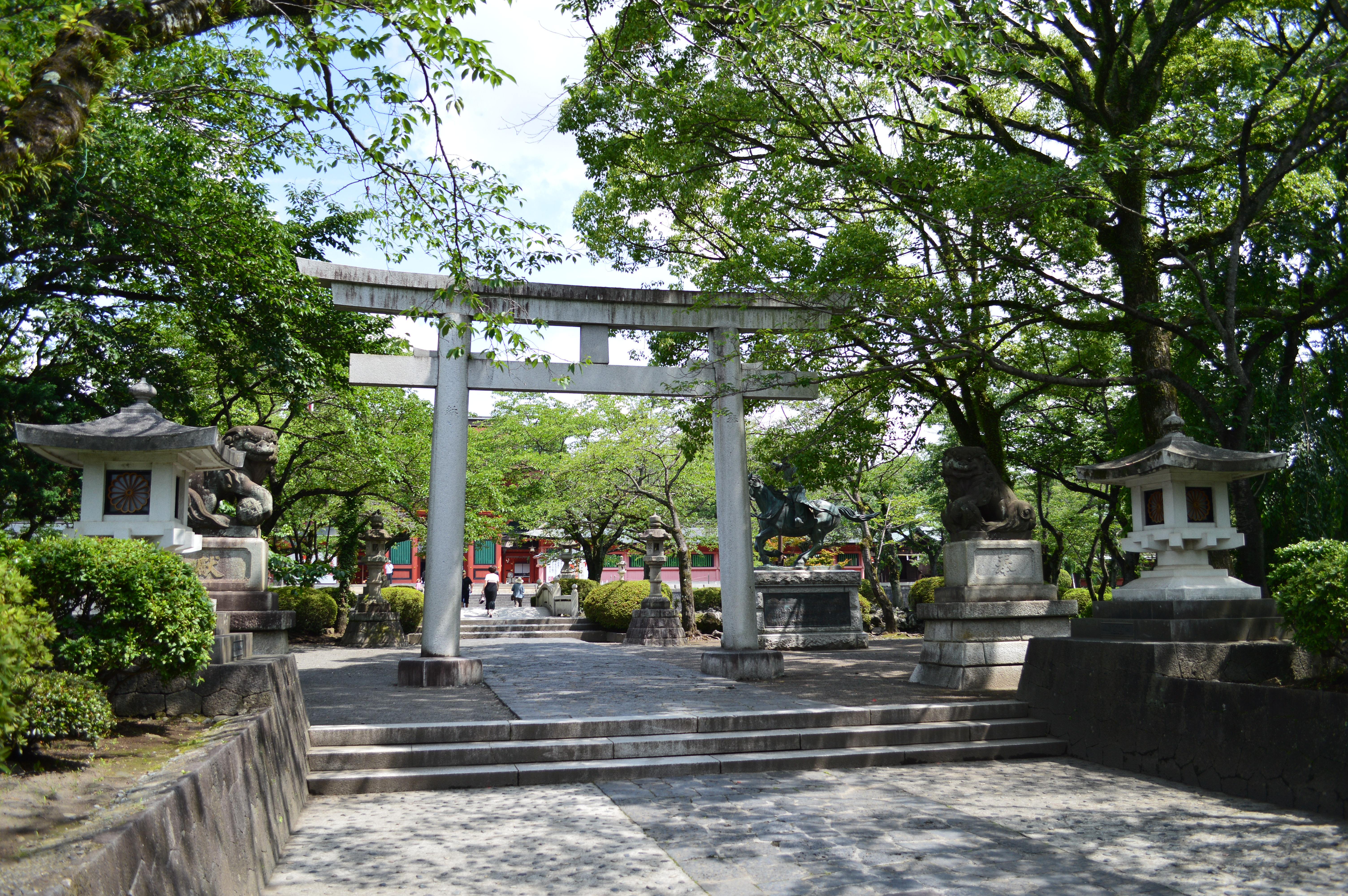
石鳥居
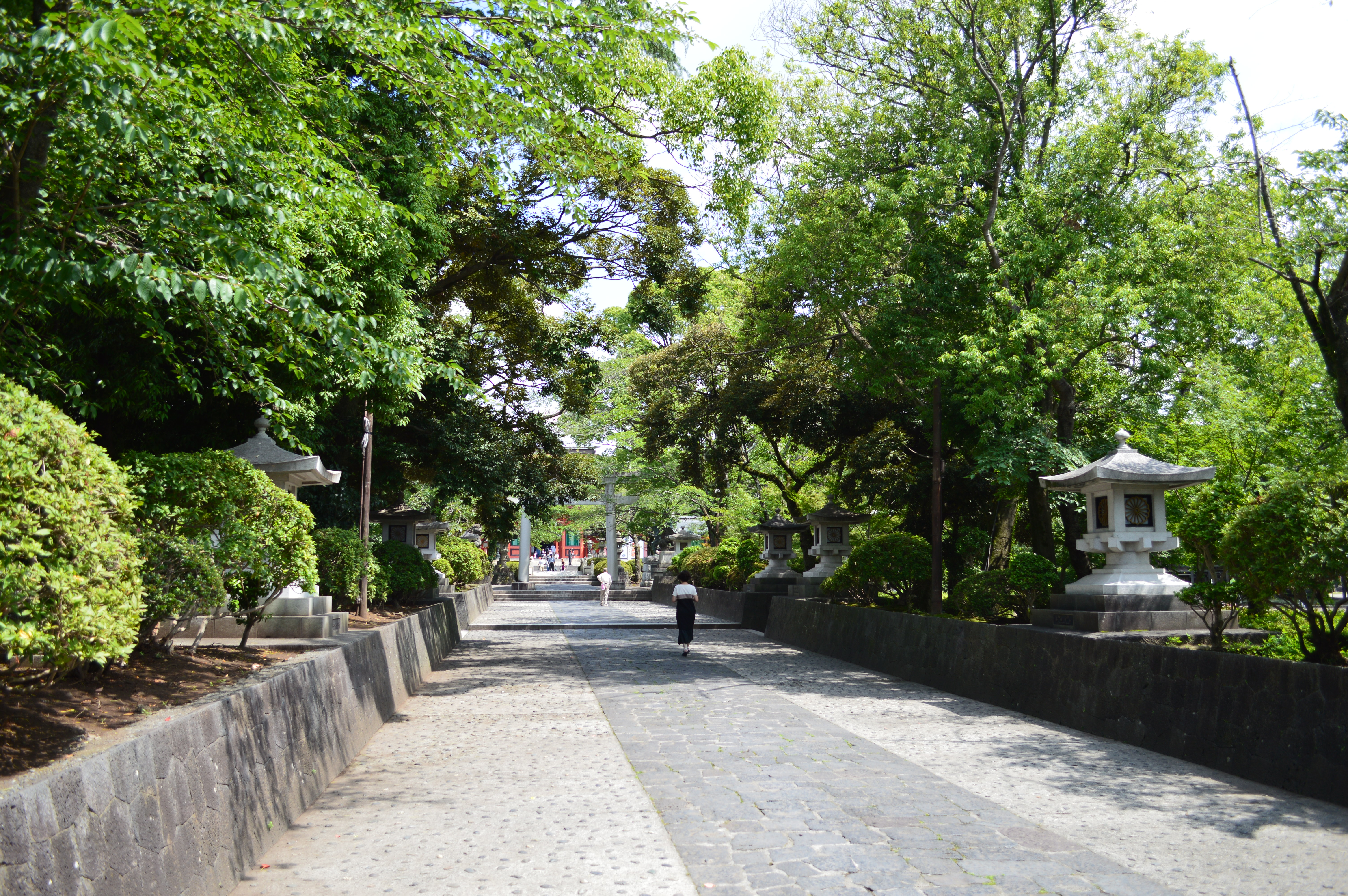
参道
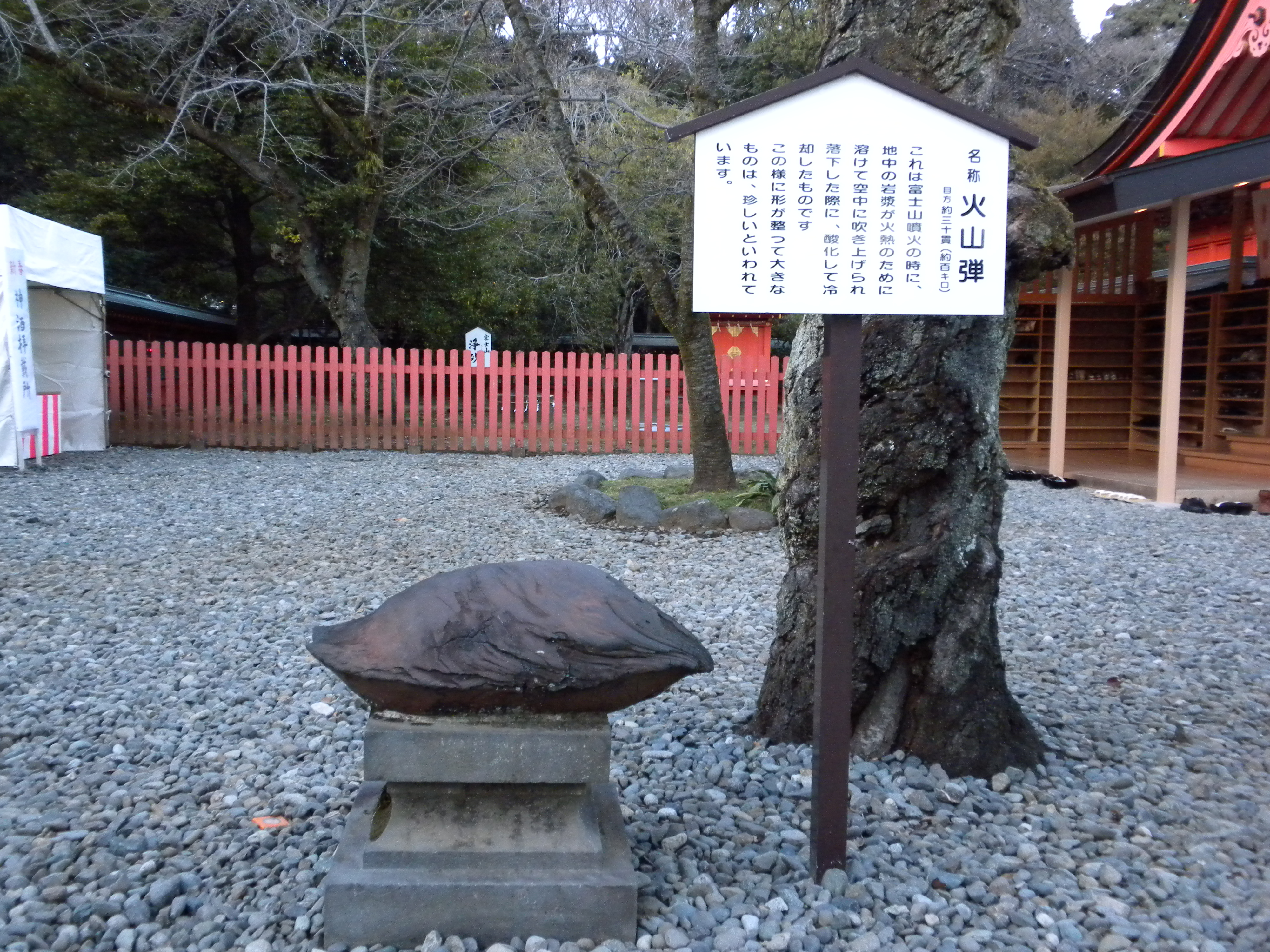
火山弾
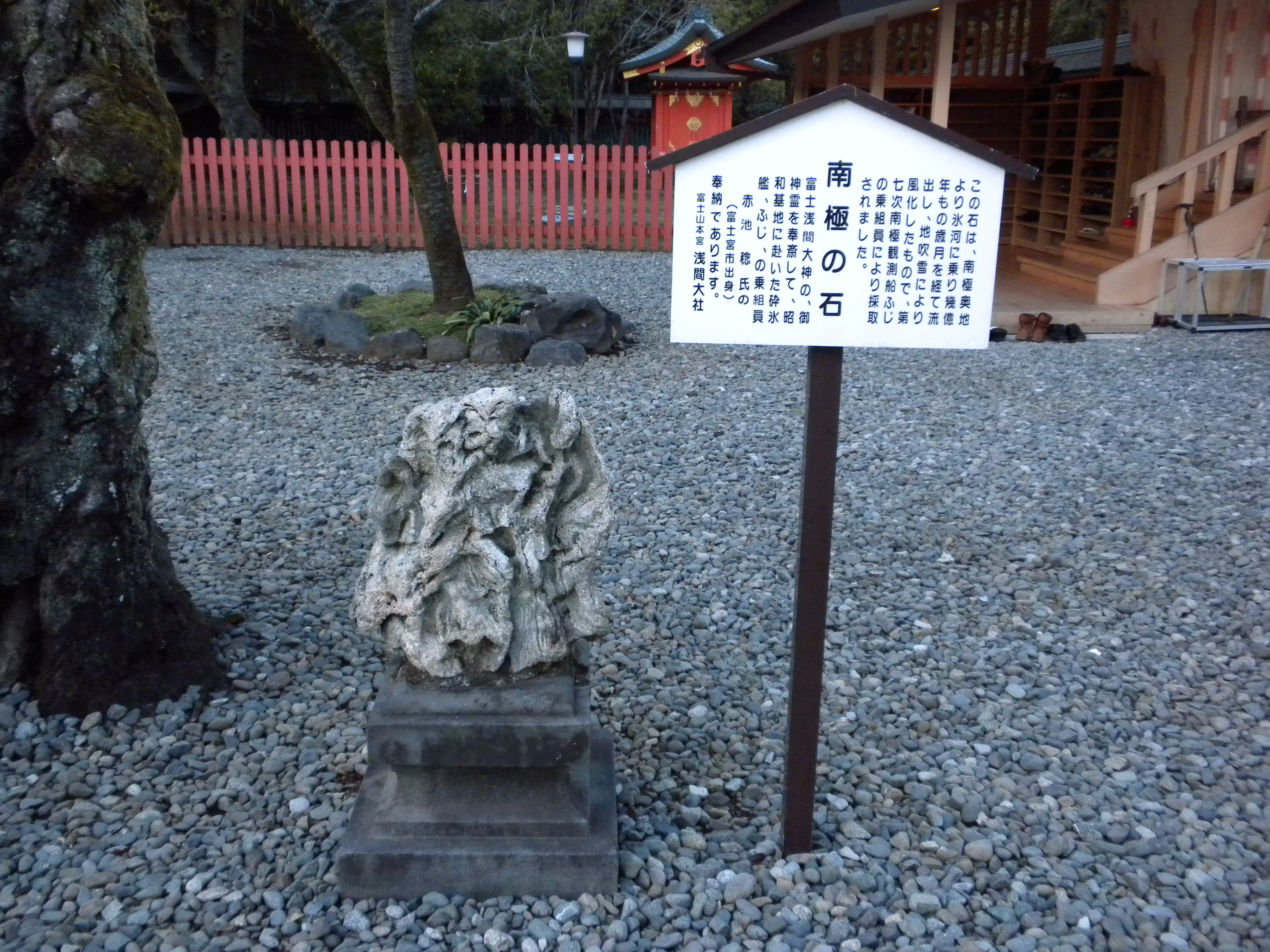
南極の石[注釈 8]
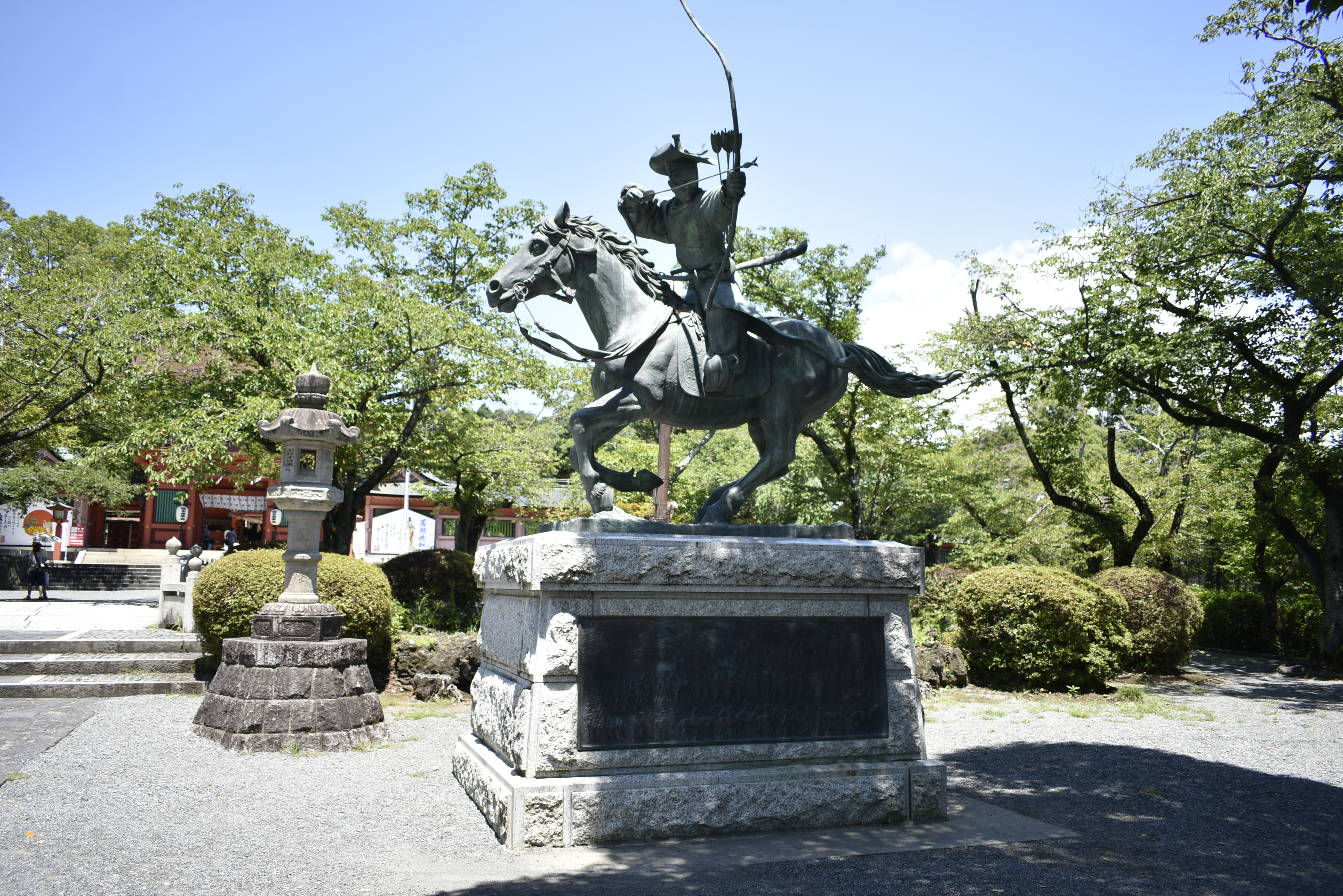
流鏑馬像

### 奥宮

奥宮

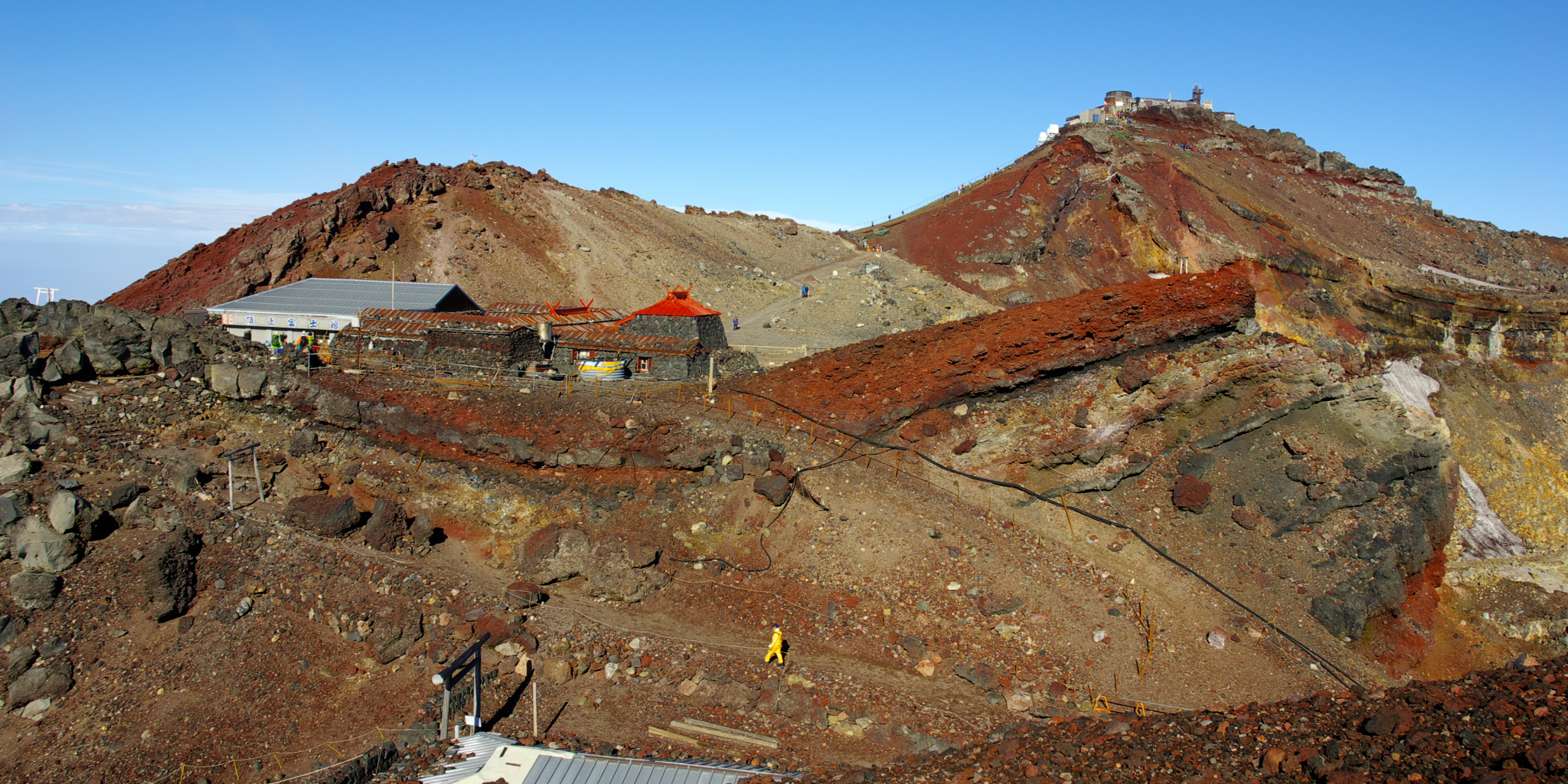
富士山頂中央に奥宮（赤い屋根）。左に三島岳、右に剣ヶ峰。

富士山頂上奥宮は大宮・村山口登山道頂上に鎮座する。奥宮境内地の全てが富士箱根伊豆国立公園の富士山地域の「特別保護地区」に指定されている。元は富士山興法寺を形成する大日堂であったが、神仏分離令により仏像が取り除かれ、跡地は浅間大社奥宮として管理されることとなった。大日堂は「表大日」と称され、薬師堂は「裏薬師」と称されるのが慣例であった。
奥宮境内には「冨士山頂上淺間大社奥宮」と書かれた石碑が建てられており、山頂のシンボルとなっている。山頂の薬師堂は山役銭の徴収場の役割を担っていたが、廃仏毀釈により浅間大社の末社となり、久須志神社（東北奥宮）として管理されることとなった。
浅間大社奥宮の御扉には大きく金色で「國鎭無上嶽」と書かれ、建物内には「高齢者記帳所」が設けられている。7月11日に開山祭を行い、8月末まで神職が常駐して祭事やお守り等の授与を行う。奥宮の例大祭は8月15日に行われる。9月の閉山祭以後は、翌年の開山まで無人となる。
2020年の例大祭は、新型コロナウイルスの影響で、山小屋などでの『三つの密』による感染拡大を防ぐために登山道が閉鎖され、関係者のみで7月15日に本宮開山祭、31日に奥宮開山祭、8月15日に本宮および奥宮閉山祭が執り行われた。近現代において、奥宮での例祭が行われなかったのは1945年のみで、その際には1合目で例祭を執り行っている。

#### 奥宮境内地の経緯
江戸時代には、徳川家康による庇護の下で、本殿等の造営や内院散銭取得における優先権を得たことを基に、浅間大社は山頂部の管理・支配を行うようになっていた。安永8年（1779年）には幕府による裁許により正式に八合目以上の支配権が認められ、現在に至る。『駿河国新風土記』（江戸時代の地誌）の「富士山 上」の項には「八合目より上は富士郡にて、大宮浅間大宮司別当の所置する所なり、其詳なることは安永八己亥年12月5日下さるる所の公裁の文書に見えたり」とある。
この浅間大社に寄進されていた土地は、一時国有化された時期がある。国有財産法における「社寺等に無償で貸し付けてある国有財産の処分に関する法律」により、全国各地の寺社の土地は無償で国から返還された。富士山を神体山とする浅間大社は、長きに渡りその寄進されていた土地を管理していたため、他の寺社のように同法が適用されるはずであったが、特別な山ということもあり例外として適用されなかった。本来法律通りであれば神社側の土地として処理されるはずであったが、49,952坪のみしか譲渡されなかったのである。それに対し浅間大社側は、訴願を申し立てた。
そして江戸幕府が浅間社に寄進したことを示す古文書といった決定的な証拠により、これらの土地が浅間大社の境内地であることが裁判という形で改めて確認されることとなった。この裁判に基づき、2004年には浅間大社側に土地が返還されることとなった。ただし、静岡県・山梨県の県境が未確定のため、土地登記はしていない。

#### 山頂信仰遺跡
古では山頂に近づくほどより強い神聖性を持つと考えられてきた。そのため山頂に対して寄進・奉納が繰り返され、その結果現在の山頂信仰遺跡が形成された。山頂における最初の宗教的施設は、末代上人が建立した施設（後の大日堂）が最初とされ、経典や仏像などが奉納された。また内院（噴火口）への散銭は、内院に鎮座するとされる神仏を拝する行為であった。
このように奉納などが繰り返され、山頂には信仰遺跡の一部である仏像などが多く存在していた。しかし廃仏毀釈により多くが撤去され、現在は一部が残るのみである。
また山頂には、火口に突き出す岩が虎の姿に見えることから「虎岩」と呼ばれる岩がある。傍には「虎岩の碑」があり、岸岱筆の『富士山記』（都良香）が刻まれている。

#### 奥宮の朱印等
本宮と奥宮では朱印も異なる。またその御朱印は特別製で、富士山の溶岩の砂が含まれたものが押される。
高齢者記帳所にある「高齢者登拝者名簿」に記帳（資格は70歳以上）すると記念品が授けられることになっており、この記帳は1960年から行われている。奥宮と浅間大社末社の久須志神社で取り扱っており、累計では2010年時点で1243人に上る。

## 摂末社

### 元宮
- 山宮浅間神社

山宮浅間神社（元宮）

  - 所在地：静岡県富士宮市山宮字宮内（北緯35度16分16.48秒 東経138度38分13.40秒 / 北緯35.2712444度 東経138.6370556度）
  - 祭神：木花之佐久夜毘売命（浅間大社に同じ）
  - 社格：旧村社、浅間大社元摂社
  - 例祭：10月19日

『富士本宮浅間社記』にある、垂仁天皇3年に浅間神が最初に祀られた場所とされる。のち大同元年（806年）に浅間神は大宮に移ったとされるが、その後も当地は元宮・山宮として浅間大社の祭祀に深く関わってきた。
この山宮社には本殿がなく、富士山の遥拝所として古代祭祀の形をとどめている。

### 摂社

三之宮浅間神社

七之宮浅間神社

- 三之宮浅間神社
  - 祭神：浅間第三御子神

本殿向かって左隣に鎮座する。
- 七之宮浅間神社
  - 祭神：浅間第七御子神

本殿向かって右隣に鎮座する。

### 末社

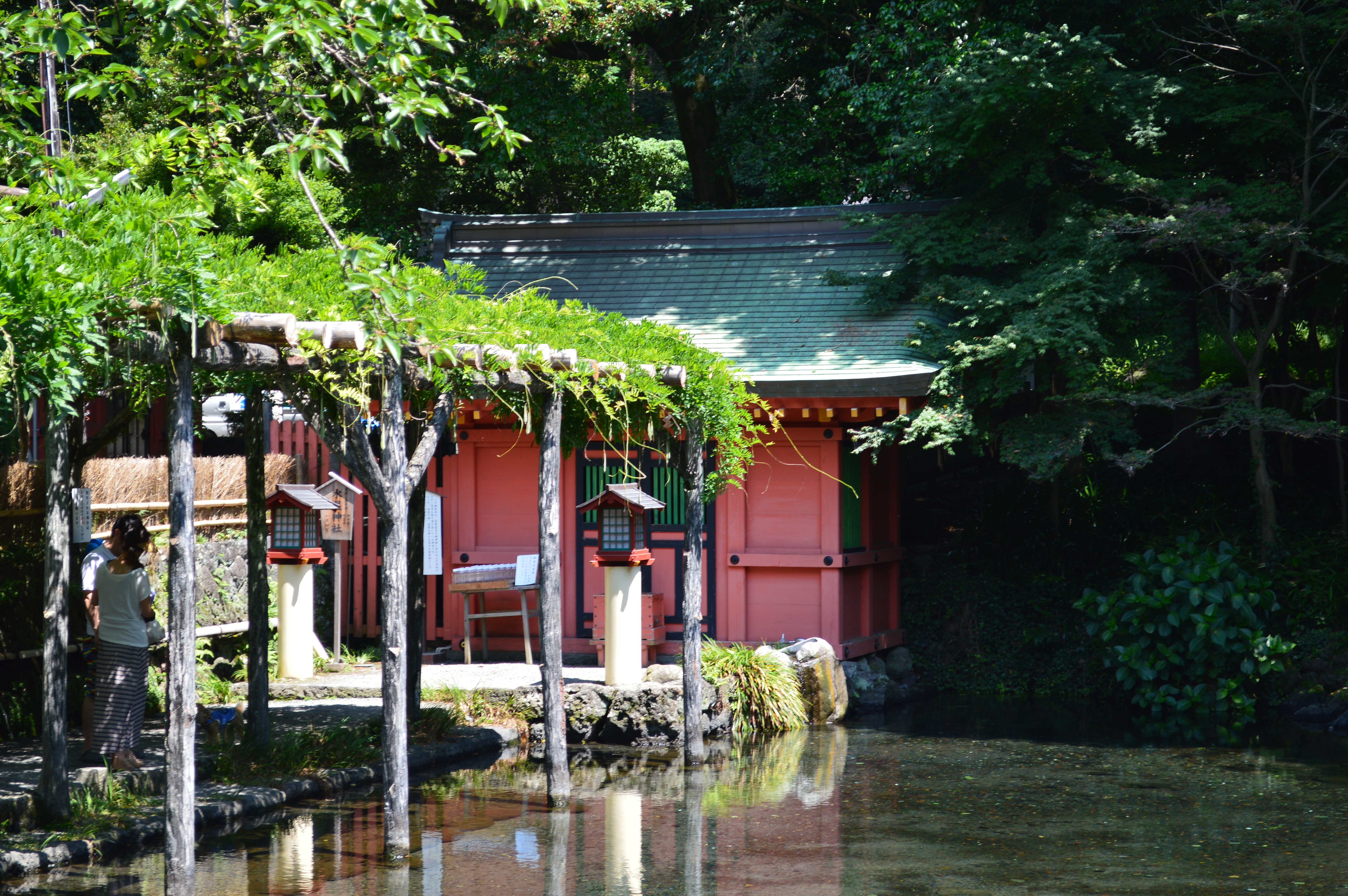
水屋神社
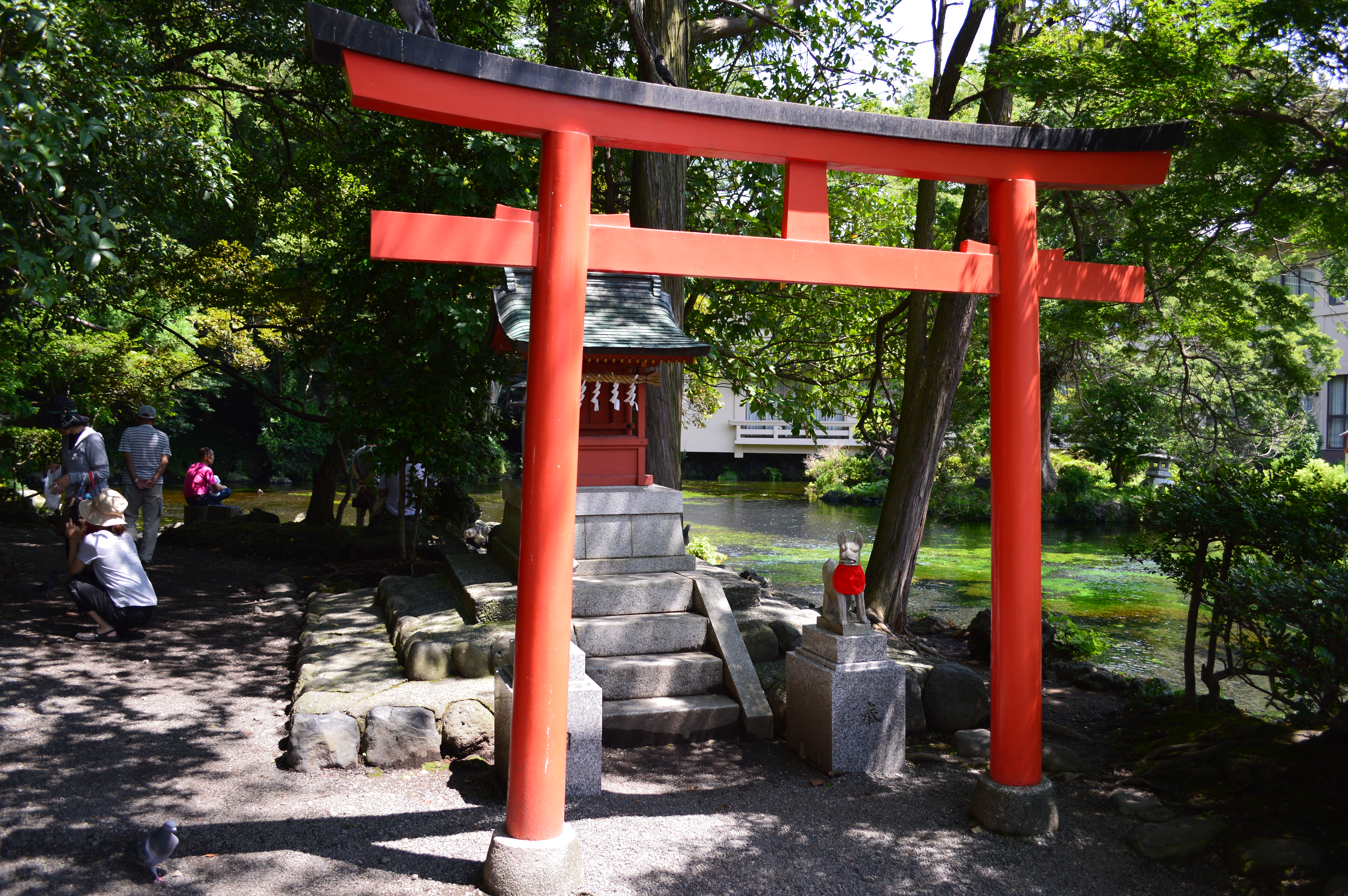
稲荷神社
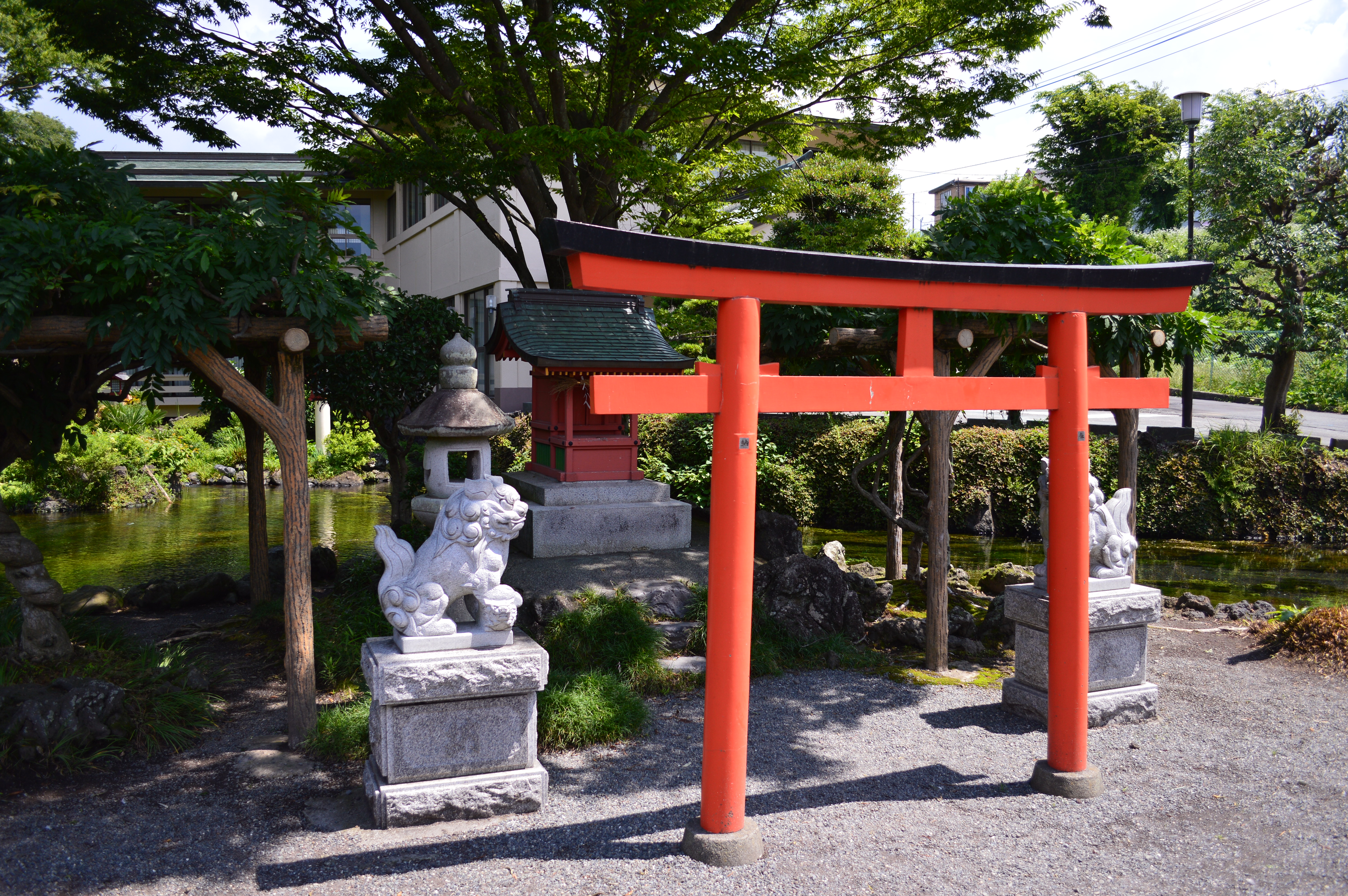
厳島神社
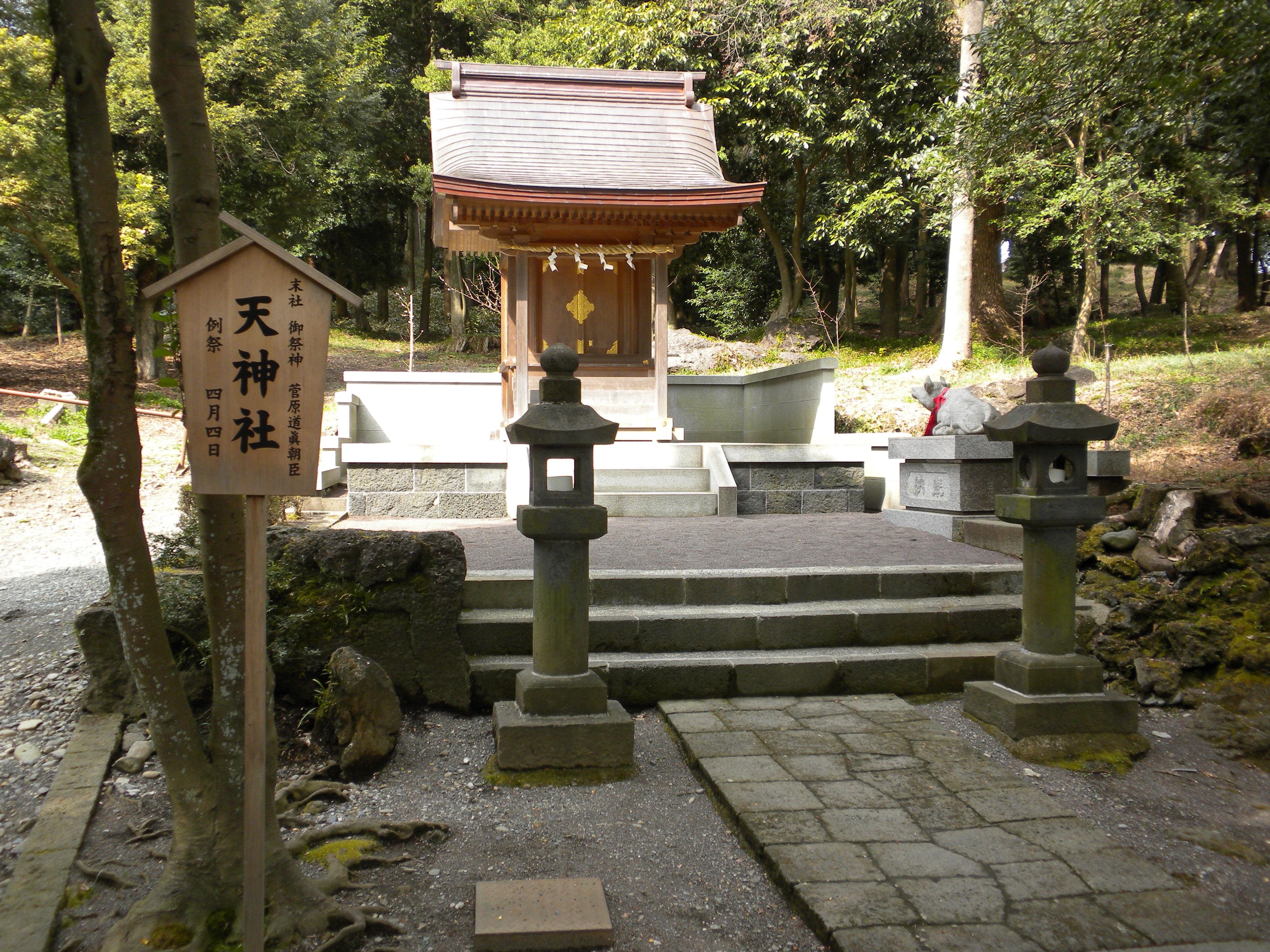
天神社
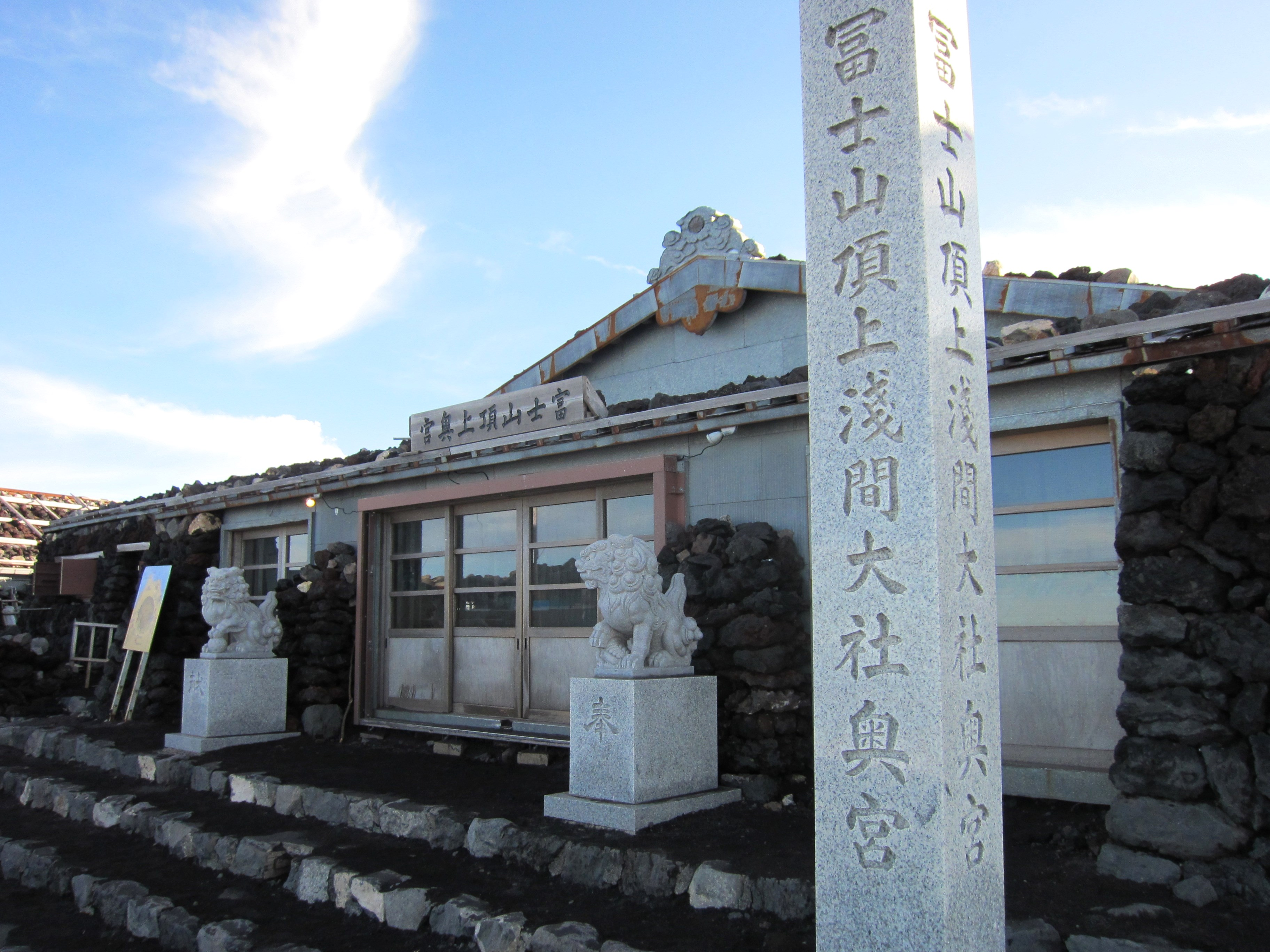
久須志神社
  - 祭神：御井神、鳴雷神
  - 例祭：1月4日

湧玉池に面して鎮座する。
- 稲荷神社
  - 祭神：宇迦之御魂神、大宮能売神、猿田毘古神
  - 例祭：2月初午

湧玉池そばに鎮座する。
- 厳島神社
  - 祭神：市杵嶋姫神
  - 例祭：6月17日

湧玉池に浮かぶ島に鎮座する。
- 天神社
  - 祭神：菅原道真
  - 例祭：4月4日

本宮境内後方の神立山への入り口に鎮座する。
- 久須志神社
  - 祭神：大名牟遅命、少彦名命

富士山頂上付近に鎮座する。江戸時代には薬師堂が建てられており、廃仏毀釈で薬師堂が廃されるにあたってその跡地に祀られた。

- 水屋神社
- 稲荷神社
- 厳島神社
- 天神社
- 久須志神社

### 関係社
現在の摂末社は上記の摂社節・末社節で挙げた境内社7社であるが、古くは境内・境外に多くの摂末社を抱えていた（詳細は摂末社の変遷参照）。特に、式内社の摂末社には富知神社と倭文神社があった。
また浅間大社に関係する神として、『駿河国神名帳』には「浅間御子明神」の名で、第一御子明神から第十八御子明神までの記載がある。このうち第三御子神・第七御子神は本宮境内に摂社として祀られている。境外では若之宮浅間神社に第一御子神が、二之宮浅間神社に第二御子神が本宮北方に祀られているほか、米之宮浅間神社には第八御子神・第十八御子神を祀るという説があり、それぞれ古くは浅間大社の摂社であった。なお、その他の御子神の所在は明らかとなっていない。

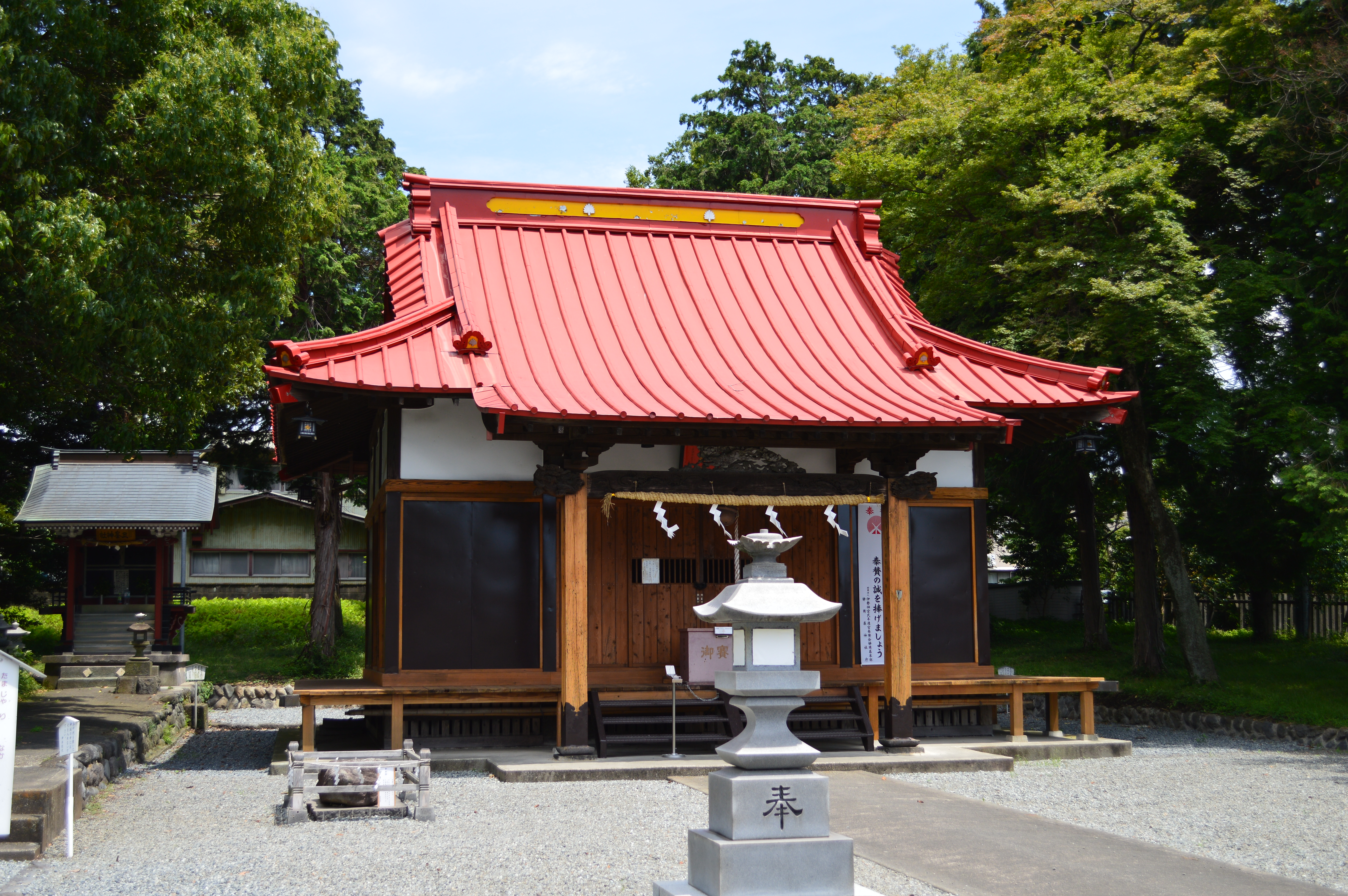
富知神社（北緯35度13分52.50秒 東経138度36分23.68秒 / 北緯35.2312500度 東経138.6065778度） 式内社論社、元摂社。大宮の地主神を祀る。
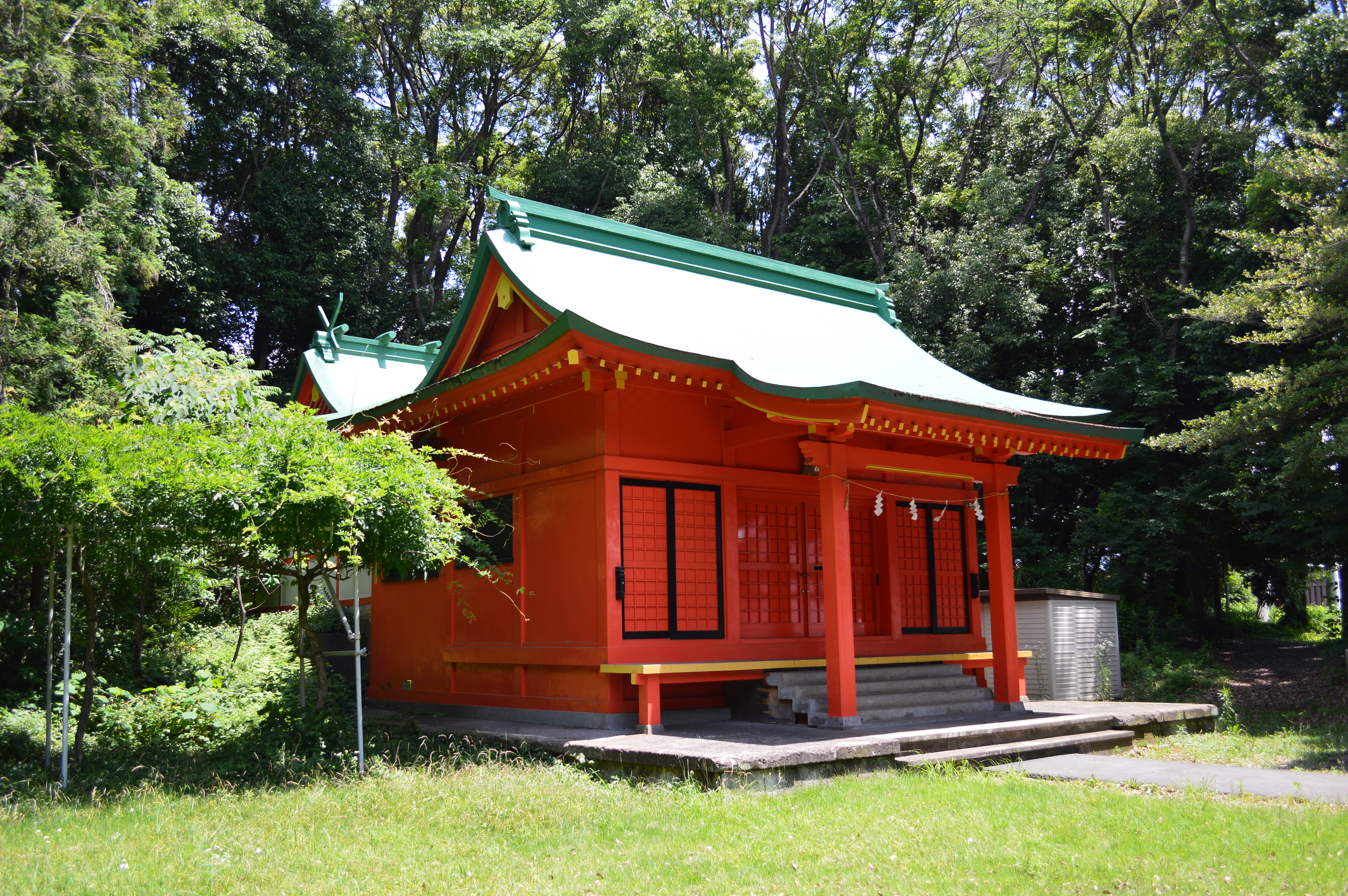
若之宮浅間神社（北緯35度13分46.91秒 東経138度36分55.99秒 / 北緯35.2296972度 東経138.6155528度） 元摂社。浅間第一御子神を祀る。
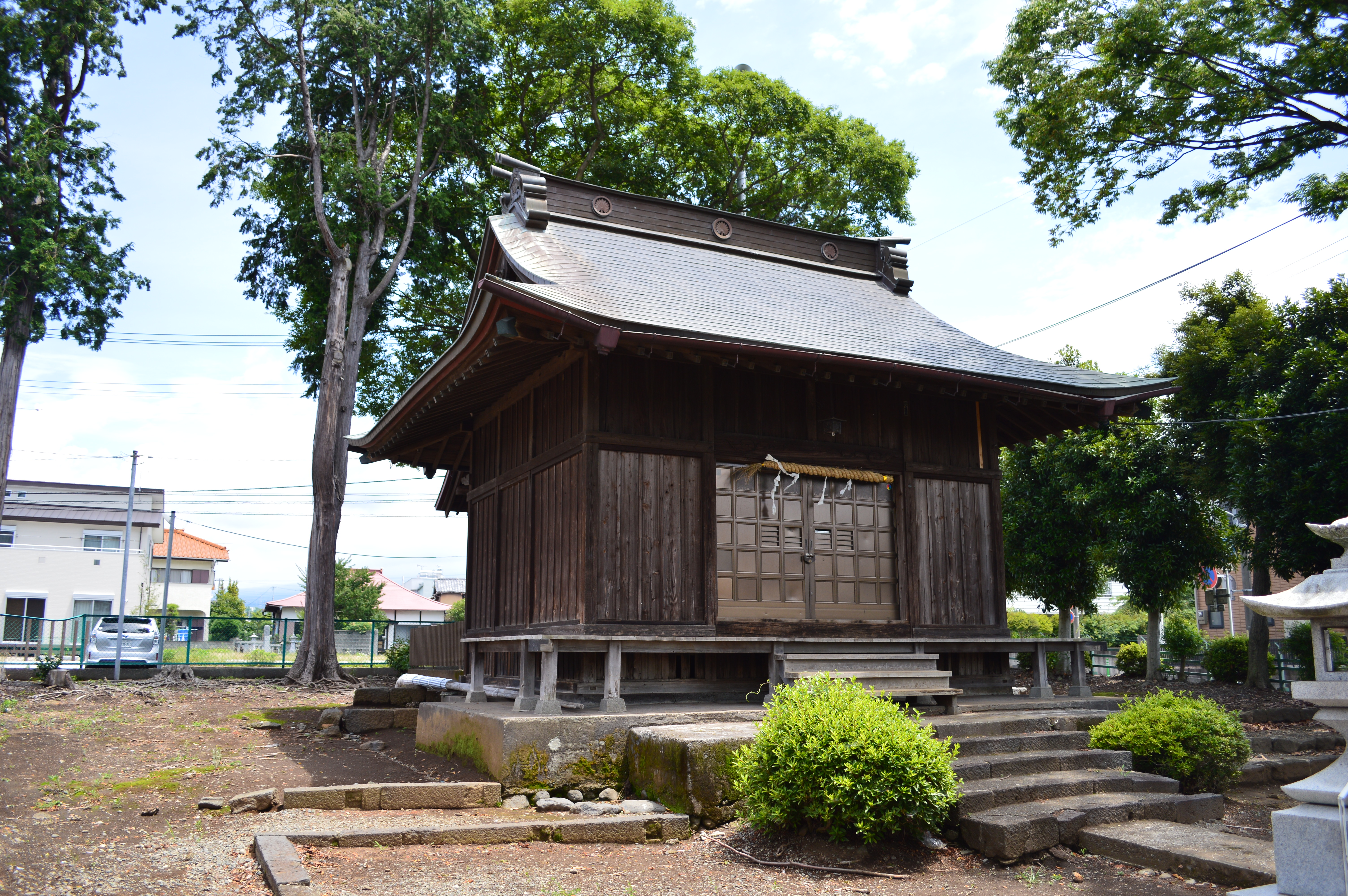
二之宮浅間神社（北緯35度13分50.22秒 東経138度36分36.60秒 / 北緯35.2306167度 東経138.6101667度） 元摂社。浅間第二御子神を祀る。
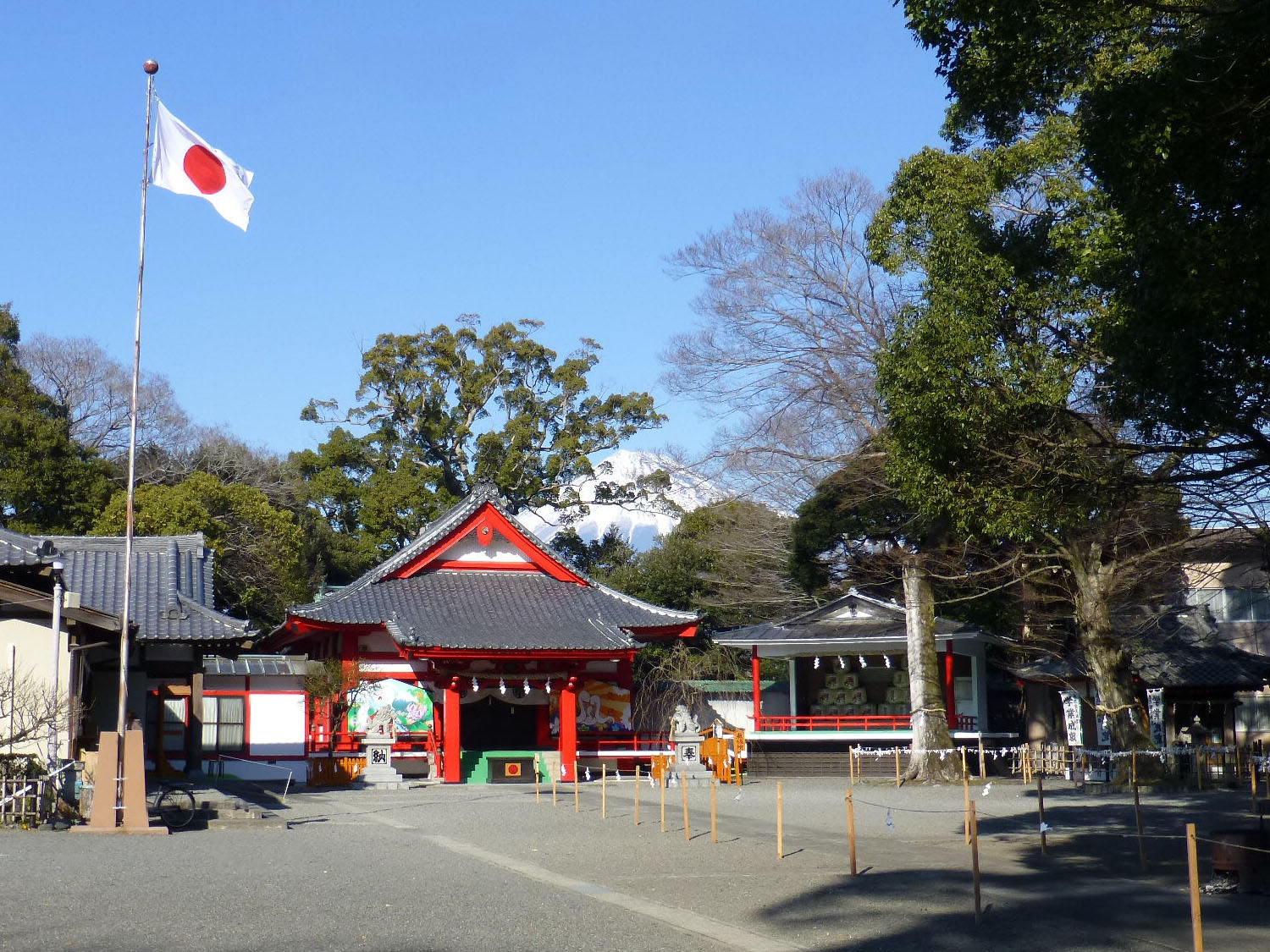
米之宮浅間神社（北緯35度09分42.09秒 東経138度39分25.11秒 / 北緯35.1616917度 東経138.6569750度） 元摂社。一説に浅間第八御子神・浅間第十八御子神を祀るという。
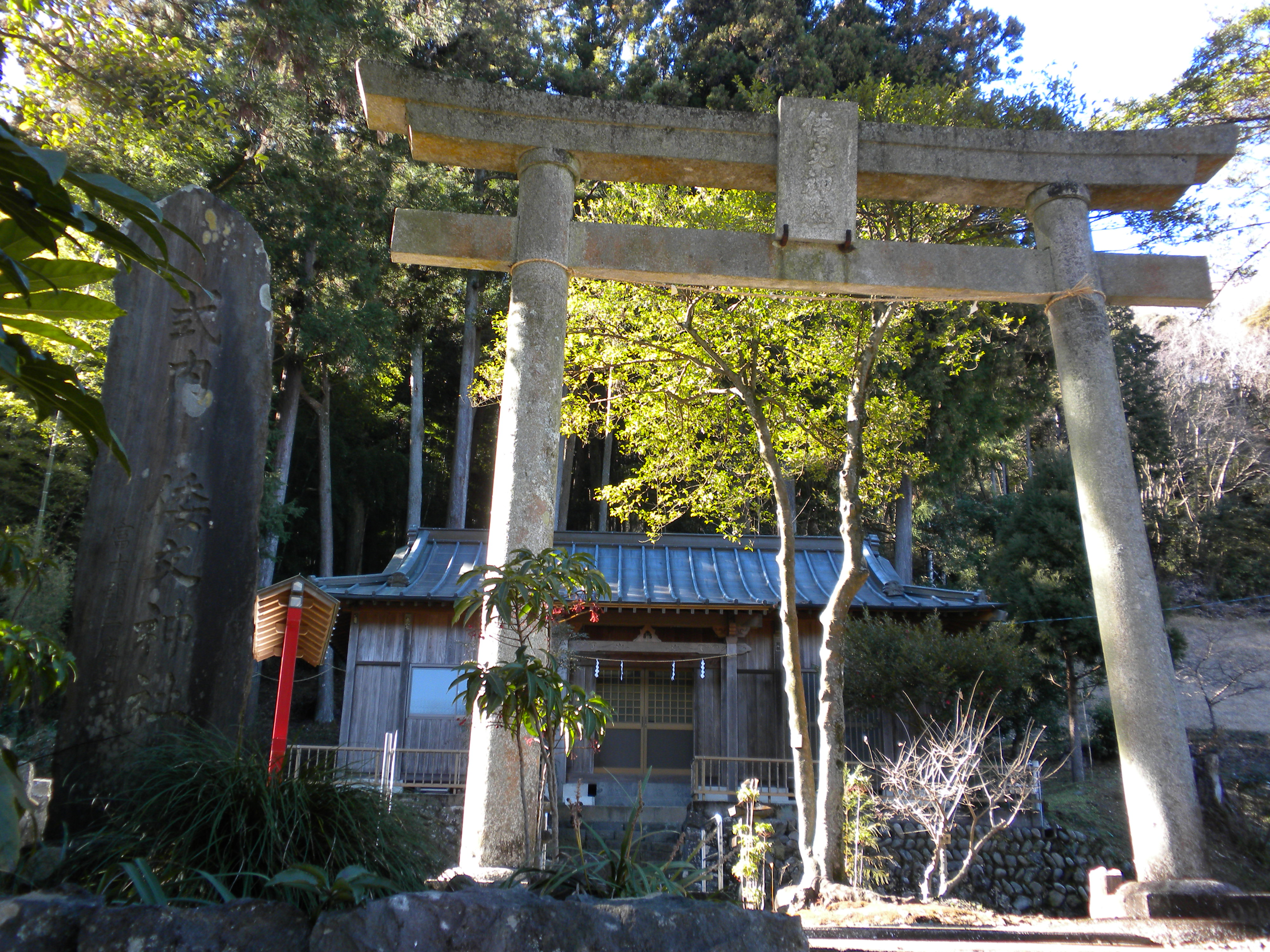
倭文神社（北緯35度12分11.63秒 東経138度36分39.98秒 / 北緯35.2032306度 東経138.6111056度） 式内社、元摂社。
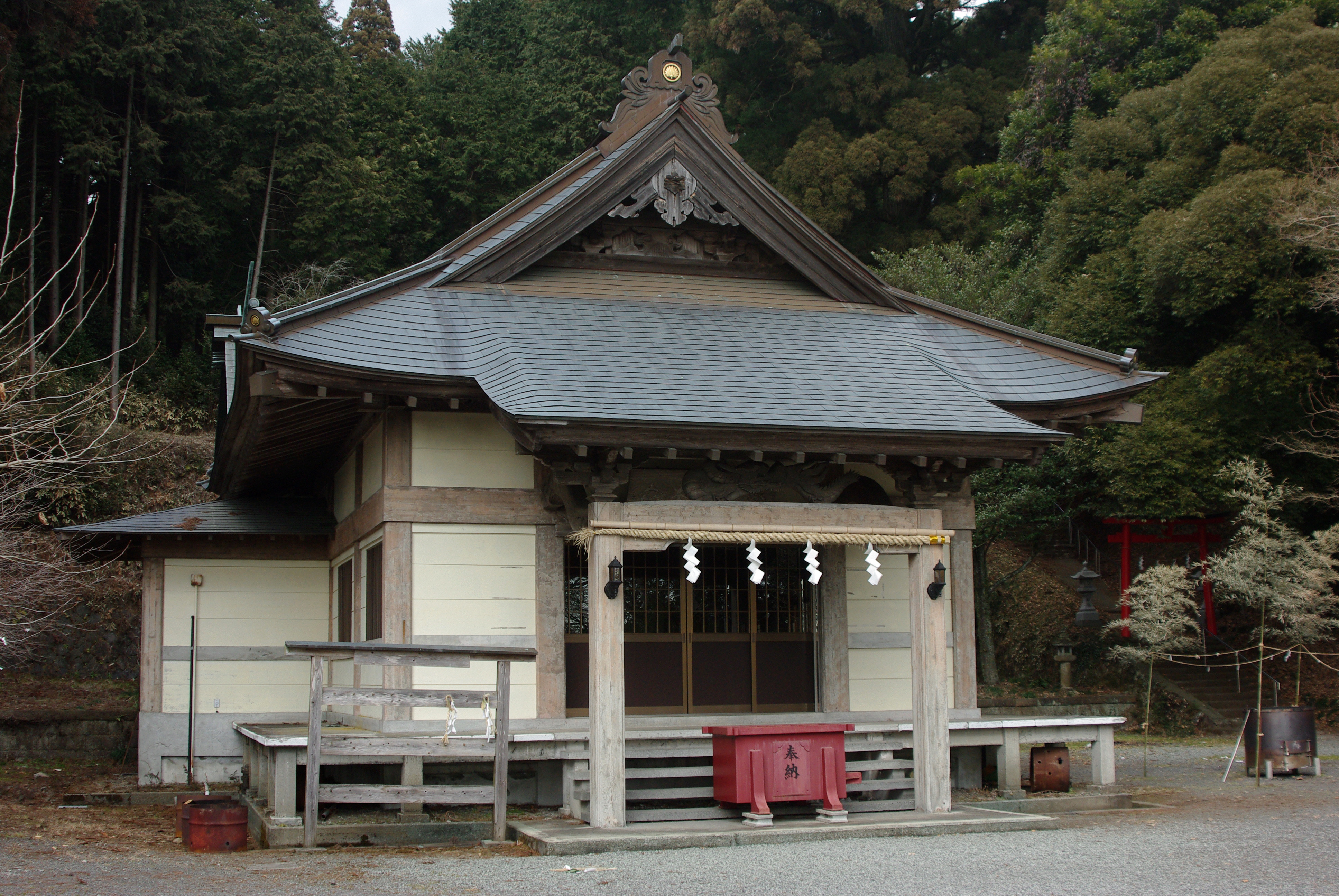
村山浅間神社（北緯35度15分41.18秒 東経138度39分58.12秒 / 北緯35.2614389度 東経138.6661444度） 元摂社。

### 摂末社の変遷
江戸時代以降の摂末社の変遷。

## 祭事

### 山宮御神幸

御神幸道の首標

山宮浅間神社と浅間大社の間では「山宮御神幸」という行事が行われていた（詳しくは「山宮浅間神社#山宮御神幸|山宮御神幸」を参照）。これは浅間大社と山宮浅間神社間を往復する行事であり、文献上では1577年には既に行われていたことが分かっているが（『冨士大宮御神事帳』）、詳しい開始年などは不明である。1873年まで継続して行われていた。
この儀式の解釈として、神が4月に旧跡（山宮）に戻るという解釈、または山の神が4月に田の神として里（大宮）へ降りるという解釈がなされている。
寛文10年（1670年）の社頭絵図には神幸橋が描かれており、山宮御神幸の際に用いられるものであった。土民の通行が禁じられ、朱塗の柱に檜皮葺を施したものであったという。山宮御神幸にて使用された経路を「御神幸道」といい、起点が神幸橋となる。御神幸道の首標が1984年（昭和59年）に境内の土中から見つかり、「元禄四年末年十一月」と記され元禄4年（1691年）に奉納されたことが分かる。現在は湧玉池のほとりにに立てられている。

## 文化財

### 重要文化財（国指定）
- 本殿 （建造物）
1604年（慶長9年）の造営。1907 年（明治40年）5月27日指定[78]。
- 絹本著色富士曼荼羅図 （絵画）
室町時代の作。1977年（昭和52年）6月11日指定。
- 太刀 銘南无薬師瑠璃光如来 備前国長船住景光 （工芸品）
室町時代の作。武田信玄奉納と伝わる。『集古十種』には「駿河国富士浅間社蔵 武田信玄太刀図」とある[79]。1912年（明治45年）2月8日指定。
- 脇指 銘奉富士本宮源式部丞信国 一期一腰応永卅二二年二月日[注釈 12]（工芸品）
室町時代の作。信国派の作刀である。指表（さしおもて）の銘に「奉 富士本宮 源式部丞信国」とあり、指裏の銘から応永34年（1427年）の作であることが分かる。古くより浅間大社の宝物であったが乱の際に流出し、後に穴山信友によって天文16年（1547年）2月2日に奉納された[原 23]。また奉納に際し漆塗の箱が添えられ、箱の蓋には「奉納冨士大宮浅間大菩薩之社内刀一腰浅間丸」とある[原 24]。1912年（明治45年）2月8日指定。

### 特別天然記念物（国指定）

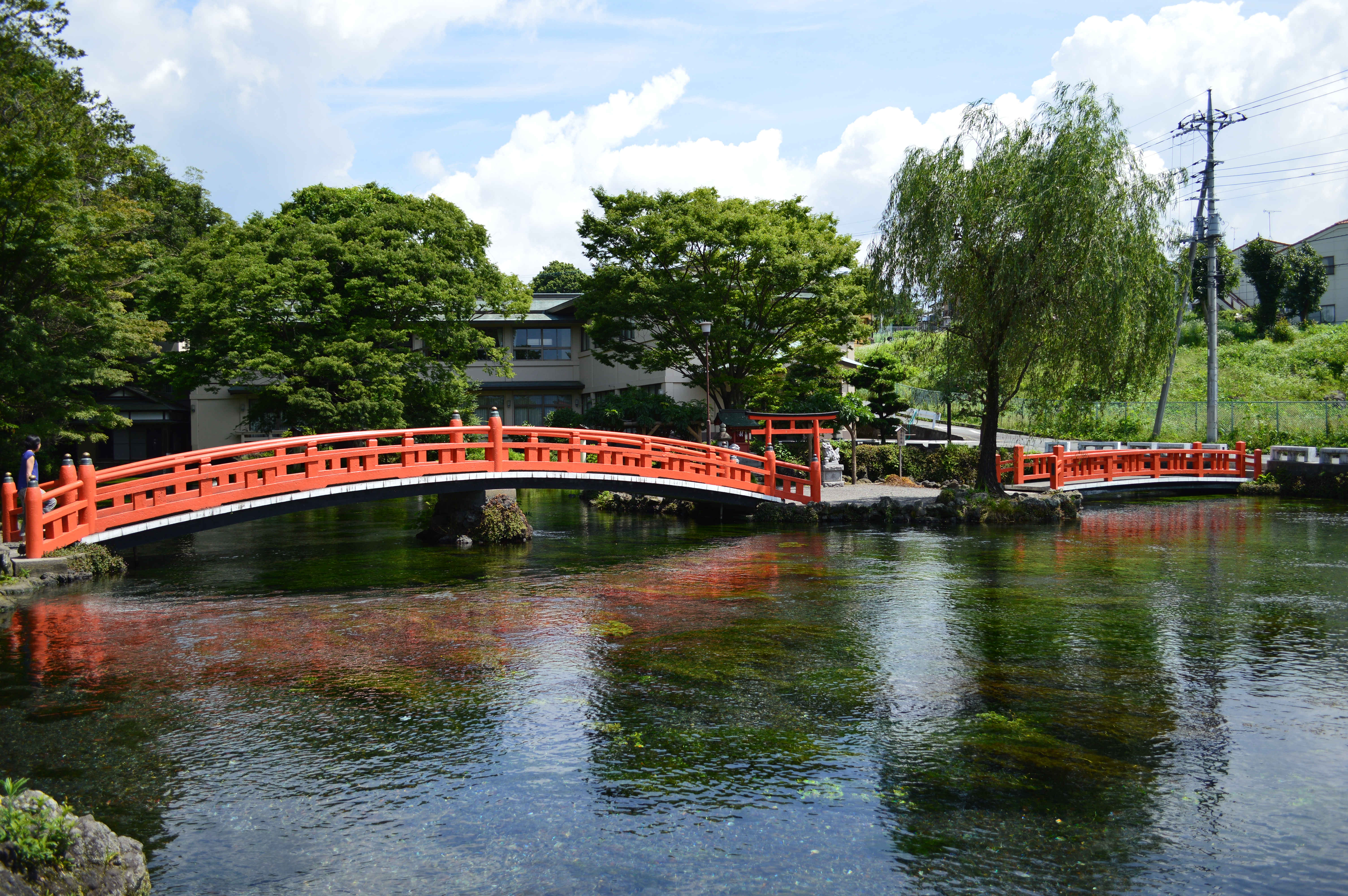
湧玉池（特別天然記念物）

- 湧玉池 - 1952年（昭和27年）3月29日指定。

### 静岡県指定文化財
- 有形文化財
  - 社殿 （建造物） - 1954年（昭和29年）1月30日指定。
    - 拝殿・幣殿・透塀 - 1604年（慶長9年）造営。
    - 楼門 - 1614年（慶長19年）造営。

  - 富士浅間曼荼羅図 （絵画） - 1981年（昭和56年）10月23日指定。
  - 青磁蓮弁文大壺 （工芸品） - 1977年（昭和52年）3月18日指定。
  - 青磁浮牡丹文香炉 （工芸品） - 1977年（昭和52年）3月18日指定。
  - 人形手青磁大茶碗〈附 屈輪彫天目台〉 （工芸品） - 1977年（昭和52年）3月18日指定。
  - 鉄板札紅糸威五枚胴具足 （工芸品）
鉄の板札（いたざね）を紅糸の毛引威とした最上胴（もがみどう）の具足で、前面・背面・両脇（左脇は2枚に分ける）の5枚を蝶番でつなぐ形式から五枚胴という。武田勝頼が奉納したものと伝わる。金具廻はすべて金梨地で塗られ、胸板の八双鋲に花菱紋がみられる[80]。兜の前立は富士山を模したものであり、特徴的な装飾となっている。1977年（昭和52年）3月18日指定。
- 無形民俗文化財
  - 富士宮囃子 - 1995年（平成7年）3月20日指定。

### 富士宮市指定文化財
- 有形文化財

流鏑馬の行われる桜馬場

  - 伝源義助作 大薙刀 （工芸品） - 1965年（昭和40年）5月10日指定。
  - 随身像 2体 （彫刻） - 1993年（平成5年）5月25日指定。
  - 後陽成天皇宸翰 （書跡・典籍） - 1965年（昭和40年）5月10日指定。
- 無形民俗文化財
  - 富士山本宮浅間大社流鏑馬 - 2006年（平成18年）9月8日指定。

### その他の文化財
- 武具
  - 色々威胴丸 - 社伝によると武田信玄奉納という[81]。
  - 色々威大袖 一双 - 金物に花菱紋が用いられ、色々威胴丸と共通する装飾。
- 工芸品
  - 琴 2張 - 武田勝頼が遷宮に際して奉納したもの[82]。
- 書物
  - 富士山記 - 三浦明次筆[83]。

## 関係史料
- 『駿河富士大宮浅間神社神馬奉納記』
戦国期に武田勝頼が浅間大社の造営を行った際に、多数の武田家臣が神馬奉納を行ったことに関する記録。原本は現存していないが、武田信堯等連署神馬奉納状写（内閣文庫蔵「賜蘆文庫文書」）、山梨県山梨市矢坪の永昌院蔵「兜巖史略」などの写本が知られ、奉納に際しては浅間神社社家衆鷹野因幡守徳重が取次を務めたという。江戸時代後期の地誌『甲斐国志』では随所に引用が見られるが、『奉納記』そのものの写本は記録されていない。
甲斐武田氏においては分限帳が現存しておらず、当史料は永禄10年（1567年）の「生島足島神社起請文」や天正10年（1582年）の「天正壬午起請文」とともに武田家臣の実態を知る史料と評価され[84]、『奉納記』は両者の中間にあたる天正3年（1575年）の長篠の戦い以後の家臣団を窺うことのできる史料として重要視されている[84]
『奉納記』の成立年代について、佐藤八郎は『国志』に記される引用を集成し、成立を浅間大社の遷宮が行われた天正6年（1578年）12月に推定している[85]。一方で、平山優は永昌院本に記される武田家臣の官途・受領名や道号、没年等から検討を加え、成立を天正5年1月から5月の間としている。
また、平山は『国志』の記録と永昌院本の比較検討を行い、永昌院本の方が記載された家臣名が多いことを指摘し、『国志』編纂に際して参照された史料は全体の一部であった可能性を指摘している[86]。一方、『国志』の記録には永昌院本に登録されていない人物も含まれることから、永昌院本もまた全体の一部であったとしている[87]。

## 現地情報
所在地
- 本宮：静岡県富士宮市宮町1-1
- 奥宮：静岡県富士宮市粟倉地先 - 富士山山頂。富士宮口からの登山道の終着点に所在する。

交通アクセス（本宮まで）
- 鉄道
  - 東海旅客鉄道（JR東海）身延線 富士宮駅から、徒歩約10分 (800m)
  - 同線西富士宮駅から9分 (650m)
- 車
  - 新東名高速道路 新富士ICから、西富士道路経由で約15分 (6.5Km)
  - 東名高速道路 富士ICから、西富士道路経由で約20分 (9.5Km)
- 高速バス
  - 東京駅-富士宮間の高速バスやきそばエクスプレスを利用し、富士宮駅下車
- 主な路線バス
  - 富士急静岡バス富士宮駅北口より、万野粟倉循環線で約5分、湧玉の池下車。
  - 宮バス富士宮駅南口より、宮2、13、14系統で約8分、浅間大社前下車（土日祝は1便と8便が運休。年末年始運休）。
このほか、富士急静岡バス運行「強力くん」巡回ルート内。山交タウンコーチ　神田通り・又は富士山世界産センター下車後徒歩。

奥宮までについては富士登山を参照。